# Grugapark

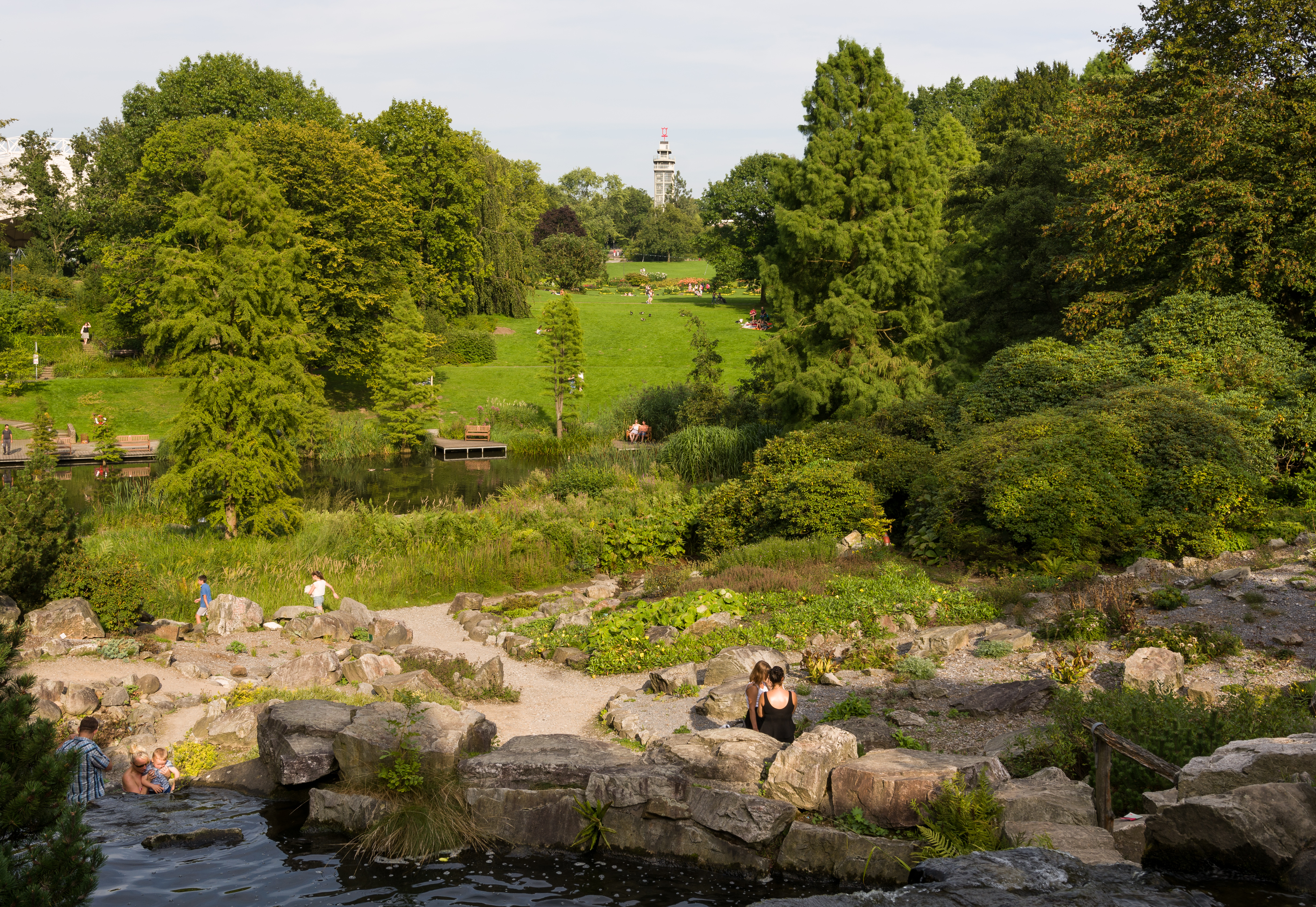
Blick über einen zentralen Teil des Parks zum Grugaturm

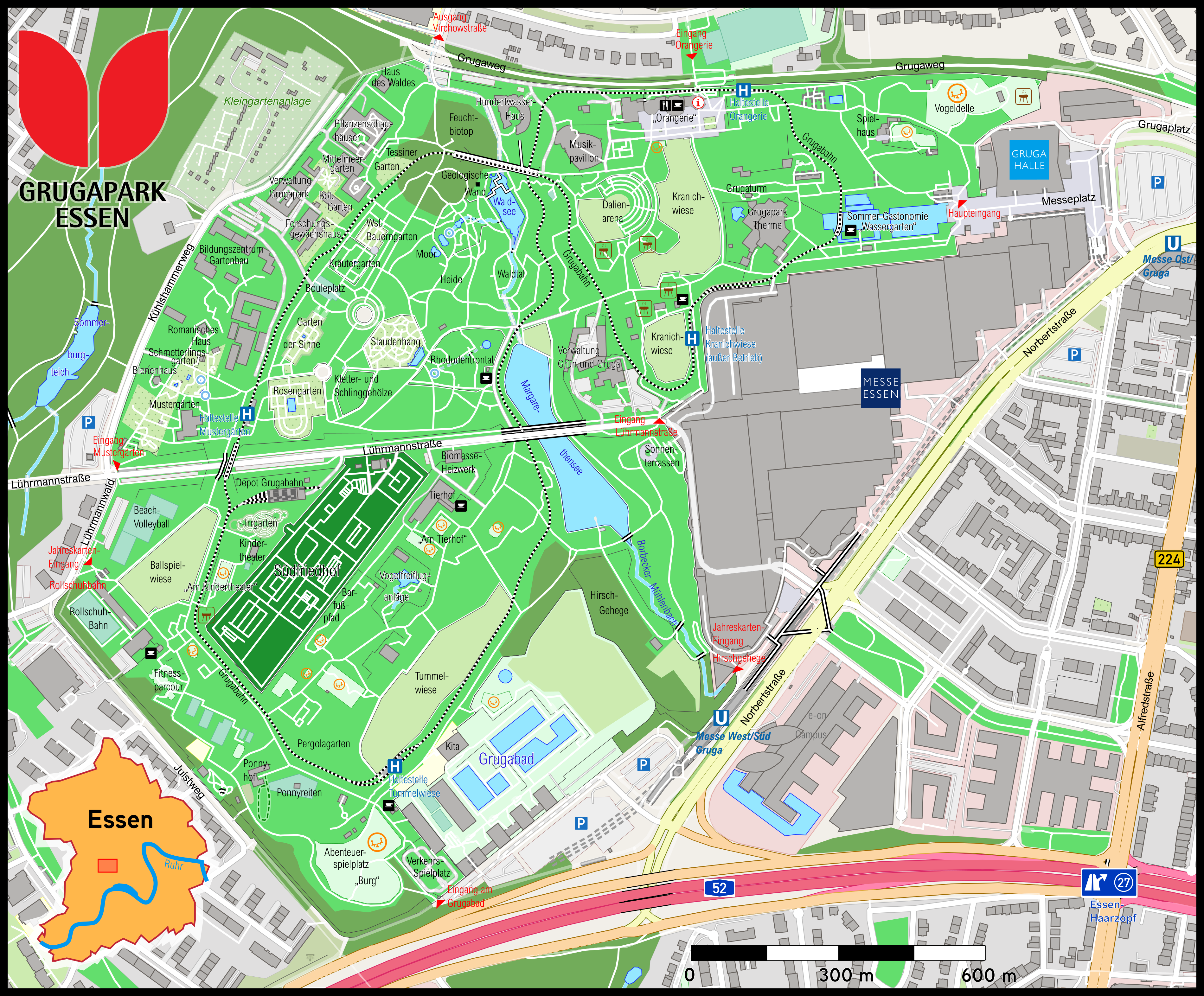
Karte des Grugaparks

Der Grugapark ist ein Park in Essen. Er ist aus der ersten Großen Ruhrländischen Gartenbau-Ausstellung im Jahr 1929 hervorgegangen und wurde ein Jahr später als ein dem Gemeinwohl dienender Volkspark wiedereröffnet. 1938 war der Grugapark Austragungsort der Reichsgartenschau, im Zweiten Weltkrieg wurde er zerstört. Nach Wiederaufbau und späterer Erweiterung wurden im Grugapark 1952 die zweite Gruga-Ausstellung und 1965 die Bundesgartenschau ausgerichtet. Heute dient der Park der Naherholung, als Spiel- und Sportstätte und als Veranstaltungsort für Konzerte und Feste.
Im Park befinden sich mehr als vierzig Skulpturen (Skulpturen im Grugapark) bedeutender Bildhauer, wie beispielsweise Alfred Hrdlicka, Auguste Rodin und Fritz Klimsch.

## Lage
Der Grugapark erstreckt sich über den Flanken der Hügel im Tal des Borbecker Mühlenbachs. Damit liegt er etwa 3,5 Kilometer südwestlich der Essener Stadtmitte auf dem Gebiet des Stadtteils Rüttenscheid. Mit einer Fläche von rund 65 Hektar nimmt er den gesamten Südwesten Rüttenscheids ein und grenzt unmittelbar an die Stadtteile Holsterhausen im Norden, die Margarethenhöhe im Westen und Bredeney im Süden. Begrenzt wird er von den Straßen Norbertstraße, Lührmannstraße, Am Grugapark, Juistweg, Lührmannwald und Külshammerweg sowie im Norden an den Fuß- und Radweg Grugatrasse auf dem Bahndamm der ehemaligen Bahnstrecke Mülheim-Heißen–Altendorf (Ruhr).

## Geschichte

### Vorgeschichte

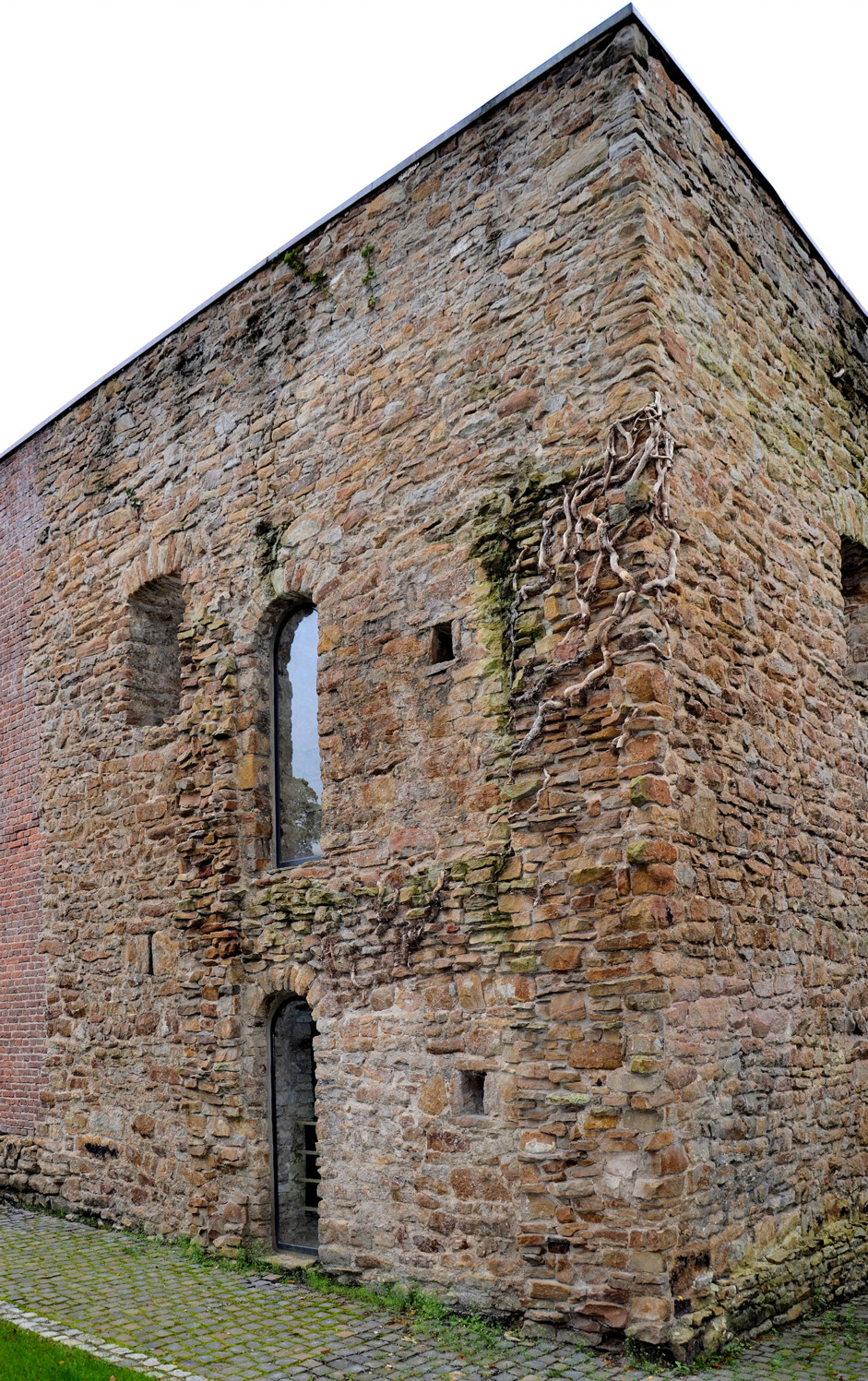
Stenshofturm, 2011

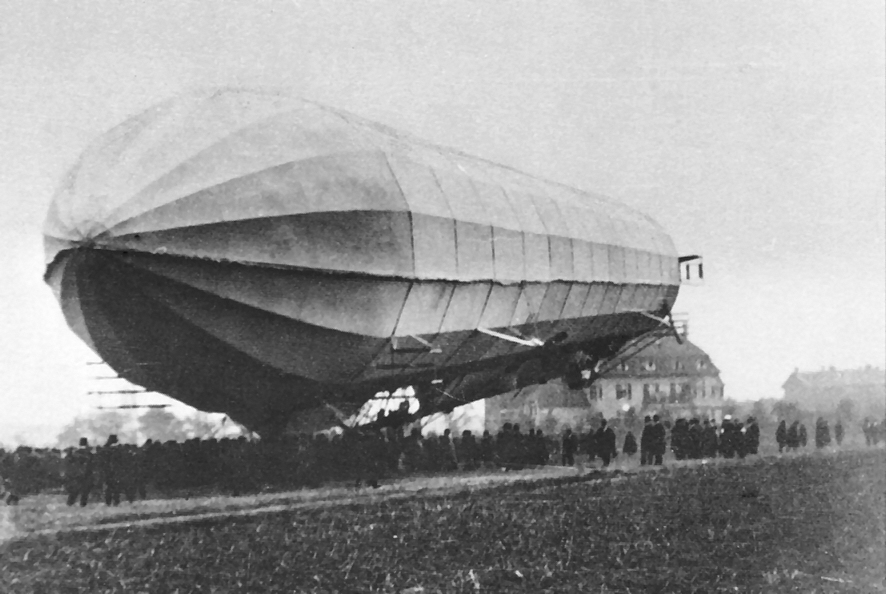
1909: Zeppelin LZ 6 landete auf späterem Grugaparkgelände

Der westliche Teil des heutigen Grugaparks, dem damaligen Stenshofgelände, lag im Mittelalter auf dem Gebiet der Abtei Werden. Das ursprüngliche Wort Stens wandelte sich über Stennes und Stenhus in Steinhaus. Der unter Denkmalschutz stehende Stenshofturm wurde im 12. Jahrhundert aus Sandstein im romanischen Stil errichtet, weshalb er auch Romanisches Haus genannt wird. Bei den heutigen Mustergärten im Grugapark gelegen, gilt der Stenshofturm als einzig erhaltenes, ursprüngliches Gebäude der etwa tausendjährigen Geschichte des Rüttenscheider Bauerntums.
Nördlich nahe dem Stenshofturm stand, auf heutigem Parkgelände, die Edmund-Lührmann-Stiftung, eine 1905 errichtete Kranken- und Heilanstalt, die im Zweiten Weltkrieg zerstört wurde. Das Stiftungsvermögen ging in der neurologischen Abteilung der Städtischen Krankenanstalten, dem heutigen Universitätsklinikum Essen, auf. Heute erinnert die Lührmannstraße (zuvor ab 1897 Paulstraße, 1906 bis 1907 Reinhardstraße), die den Grugapark in Ost-West-Richtung teilt, an die ehemalige Stiftung.
Das Gebiet des neueren, südlichen Grugaparkteils gehörte zum Hof Kamman, in dessen Ziegel-Fachwerk-Bau sich noch bis 1964 die Kruppsche Hügel-Gärtnerei befand. Dieses Hofgebäude lag zwischen dem 1964 errichteten Grugabad und dem zur gleichen Zeit angelegten Margarethensee. Dieser wird vom Borbecker Mühlenbach gespeist, an dessen Ufer dort um 1600 eine Mühle erwähnt wird. Der Mühlenbach fließt innerhalb des Grugaparkgeländes weiter nach Norden durch den später angelegten Waldsee. Westlich des heutigen Waldsees befanden sich die Gebäude des Hofes Schulte-Silberkuhl, der 1355 erwähnt und nach 1600 Schulte im Hofe genannt wird. Im weiteren Verlauf des Mühlenbaches nach Norden, beim heutigen Hundertwasserhaus, gab es eine weitere vom Bach angetriebene Mühle.
Bereits um 1900 gab es erste Pläne zur Anlage eines Grüngürtels in Essen, die jedoch verworfen werden mussten, da die Familie Krupp ab 1906 auf dem dafür vorgesehenen Gelände die Siedlung Margarethenhöhe errichten ließ.
Am 20. September 1909 landete auf dem Feld, das zwischen dem heutigen Grugaturm und der heutigen Grugahalle lag, der Zeppelin LZ 6. Es war die erste Landung eines Zeppelins auf Essener Gebiet. Zu diesem damals besonderen Großereignis gab es schul- und arbeitsfrei. Bei Ankunft des Luftschiffes läuteten alle Kirchenglocken und auf dem Kruppschen Schießplatz schoss man mit Kanonen Salut. 2009 gab es zu diesem Ereignis die Ausstellung Zeppelin trifft auf Grugaturm in der Orangerie der Gruga.

### Erste Gruga-Ausstellung 1929

#### Entstehung
Der Botanische Garten, der mithilfe von Stiftern und engagierten Kommunalpolitikern entstand und ab 1925 durch ein Beschäftigungsprogramm von 500 Notstandsarbeitern errichtet wurde, eröffnete am 24. Mai 1927 und gilt als Keimzelle des Grugaparks. Seine Anlage als Lehr- und Versuchsgarten diente wissenschaftlichen Zwecken, aber auch bereits der Bevölkerung, der damit die Botanik inmitten der damaligen Industriestadt näher gebracht wurde. Beispielsweise wurden heimische Koniferen sowie weitere Nadelgehölze aus Asien und Amerika gepflanzt, um die Auswirkung der durch Industrien im Ruhrgebiet verschmutzten Luft auf die Pflanzen zu untersuchen. Da viele Exemplare trotz jahrzehntelanger Luftverschmutzung gut gediehen, wurden sie als rauchhart angesehen. Südlich davon kann man heute noch steinerne Hinweistafeln finden, die aus diesen Anfängen stammen. Kurz nach der Eröffnung des Botanischen Gartens für Besucher zu Ostern 1928, wurde die 15 Meter breite Geologische Wand aufgestellt. Sie ist heute in gutem Zustand erhalten, da sie während der Bombardements im Zweiten Weltkrieg unversehrt blieb. Die Wand am westlichen Ufer des Waldsees stellt im Querschnitt die geologischen Formationen des Groß-Essener Gebiets dar und ist daher ein Denkmal zur rund 500-jährigen Bergbaugeschichte in Essen, der einst zechenreichsten Stadt Europas. In den 1980er Jahren wurde der Botanische Garten mit dem Grugapark vereinigt.

Der Ursprung für die weitere Entwicklung des Geländes bis zum heutigen Park liegt bei der damals nahezu bankrotten Gemeinnützigen Ausstellungs-Gesellschaft der Messe Essen, die in den 1920er Jahren mit einem Park die Attraktivität ihres Ausstellungsgeländes erhöhen wollte. 1922 veranstaltete der Gartenbauverband für den Stadt- und Landkreis Essen, der Vorgänger des heutigen Stadtverbands der Kleingärtnervereine in Essen, eine Kleingartenbauausstellung in Halle 7 der Ausstellungshallen. 1926 folgte dort eine achttägige, öffentliche Herbstblumenschau. Diese Ausstellungen trugen das Ihre zur Entstehung des Grugaparks bei. Zwischen dem damals zehn Hektar umfassenden Messegelände und dem Botanischen Garten lagen Brachflächen, die teils als Lager der Friedrich Krupp AG, als landwirtschaftliche Fläche, aber auch als Müllkippe genutzt wurden. Besatzung, Hyperinflation und eine schwierige Wirtschaftslage in der ersten Hälfte der 1920er Jahre waren Hindernisse bei der Umsetzung des Vorhabens, eine große Gartenschau anzulegen. Der Gedanke, diese Brachflächen in einen Park umzugestalten, wurde maßgeblich durch den damaligen Oberbürgermeister Franz Bracht und die Beigeordneten Albert Meurer (1878–1957) und Heinrich Reisner vorangetrieben. Infolgedessen wurde das Gelände zwischen den Stadtteilen Rüttenscheid und Holsterhausen von der Stadt gekauft, um dort eine große Gartenschau in der von der Schwerindustrie geprägten Stadt Essen zu installieren. Dazu der Oberbürgermeister in der Essener Volkszeitung vom 29. Juni 1929: 

„Daß die diesjährige große deutsche Gartenbauausstellung im Herzen des rheinisch-westfälischen Industriegebietes in Essen eröffnet wird, ist Symbol für die besondere Aufgabe, die sich die Gruga gestellt hat. Die wirtschaftliche Entwicklung hat hier an der Ruhr industrielle Unternehmungen größten Ausmaßes auf verhältnismäßig engen Raum zusammengedrängt. Kohlenzechen und Eisenwerke vor allem haben die Bewohner dieses Gebietes aus der ursprünglichen und förderlichen Verbundenheit mit der Natur, der Landschaft gelöst. Die Bemühungen der Stadt Essen gehen schon seit längerer Zeit dahin, diese Verbundenheit wieder herzustellen. […]“

Im Januar 1929 übernahm der Reichspräsident Paul von Hindenburg die Schirmherrschaft der Gartenbauausstellung, um der Bedeutung des deutschen Gartenbaus Ausdruck zu verleihen. Zwischen Oktober 1927 und Juni 1929 erfolgte der Bau der Gartenbauausstellung mit Hilfe von etwa eintausend Arbeitslosen, die von der produktiven Erwerbslosenfürsorge finanziert wurden. Sie bauten in dem sumpfigen Brachland Terrassen, pflanzten unzählige Blumen und legten Teiche an. Die Dahlienarena entstand aus einer kreisrunden Sportstätte, die die Rüttenscheider Sportfreunde 07 (heutiger Name: VfL Sportfreunde 07 Essen e. V.) vor den endgültigen Planungen zum Bau des Grugaparkes errichteten. Die Essener Alleen mussten junge Bäume an den neuen Park abtreten. Unter der Leitung des Gartenbau-Architekten Johannes Gabriel († 4. Januar 1929) und des Gartendirektors Rudolf Korte entstand der sogenannte Blumengarten an der Ruhr, der Grugapark. Er war von Beginn an nicht nur für eine Ausstellung angelegt, sondern darüber hinaus als beständiger Volkspark gedacht.

#### Eröffnung
Der ursprünglich geplante Eröffnungstermin musste von Mai auf Ende Juni 1929 verschoben werden, da sich die Arbeiten verzögerten – einerseits durch harten Frost im Winter 1928/1929, andererseits durch Streiks der Notstandsarbeiter. Am 7. Juni 1929 führten zwei für die Entstehung der Gruga Verantwortliche, der Beigeordnete Ernst Bode und Gartenbaudirektor Rudolf Korte, Vertreter der Presse durch das Gelände.

Schließlich wurde die nun GRUGA (Große Ruhrländische Gartenbau-Ausstellung) genannte Ausstellung am 29. Juni 1929 durch den damaligen Reichsverkehrsminister, Adam Stegerwald, in der Ausstellungshalle V (Vorläufer der heutigen Grugahalle) vor mehr als 600 geladenen Gästen eröffnet. Die Feierlichkeiten begannen um 11 Uhr mit Richard Wagners Meistersingervorspiel des Städtischen Orchesters unter der Leitung des Essener Generalmusikdirektors Max Fiedler. Ihr wohnten neben der Stadtspitze, Behörden- und Wirtschaftsvertretern auch der Staatsminister für Landwirtschaft Heinrich Steiger, Minister für Volkswohlfahrt Heinrich Hirtsiefer, der Schriftsteller Gerhart Hauptmann, die Kronprinzessin Cecilie und der Schauspieler Willy Fritsch bei. Gartendirektor Rudolf Korte wandte sich mit folgenden Worten an den Oberbürgermeister Franz Bracht: 

„Ich habe die Ehre, Herr Oberbürgermeister, Ihnen mitzuteilen, daß trotz dieser Schwierigkeiten, insbesondere klimatischer Natur – trotz lang andauernden Frostes und Trockenheit – die Große Ruhrländische Gartenausstellung fertiggestellt ist. […]“

Der Eintritt für Erwachsene kostete 1 Reichsmark, für Kinder unter vierzehn Jahren und Schwerkriegsbeschädigte 50 Pfennige. Kinder unter drei Jahre hatten freien Eintritt. Zudem gab es Dauerkarten, für die Erwachsene 15 Mark zahlen mussten.

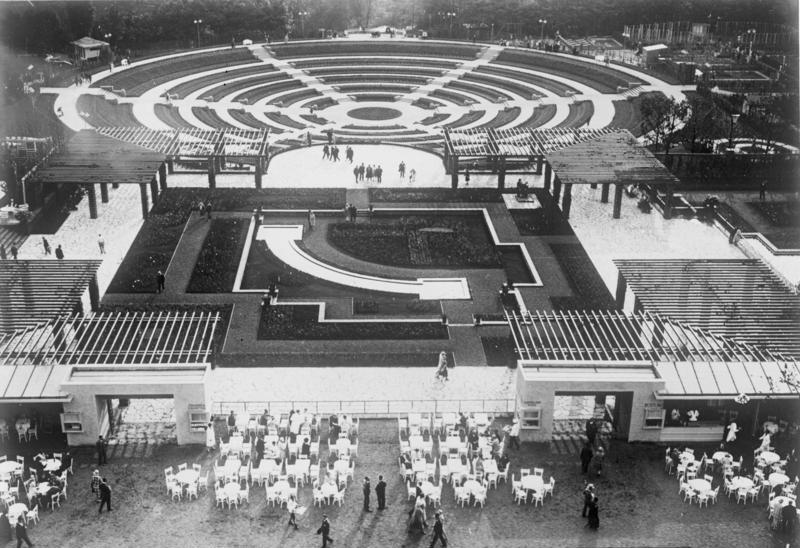
Eröffnung der Gruga 1929 mit Blick vom Grugaturm: hinten Dahlienarena, davor Pergolagarten und Milchgaststätte
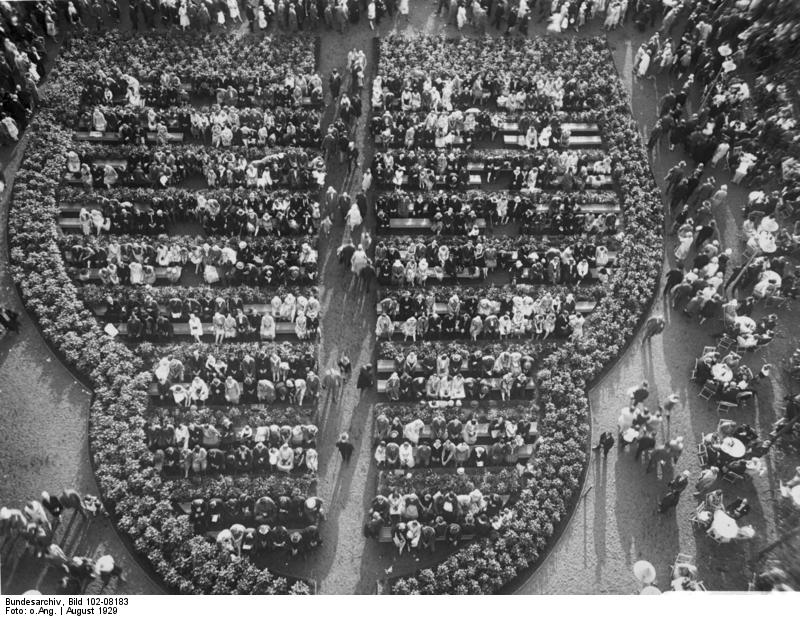
Veranstaltung im Radiogarten 1929
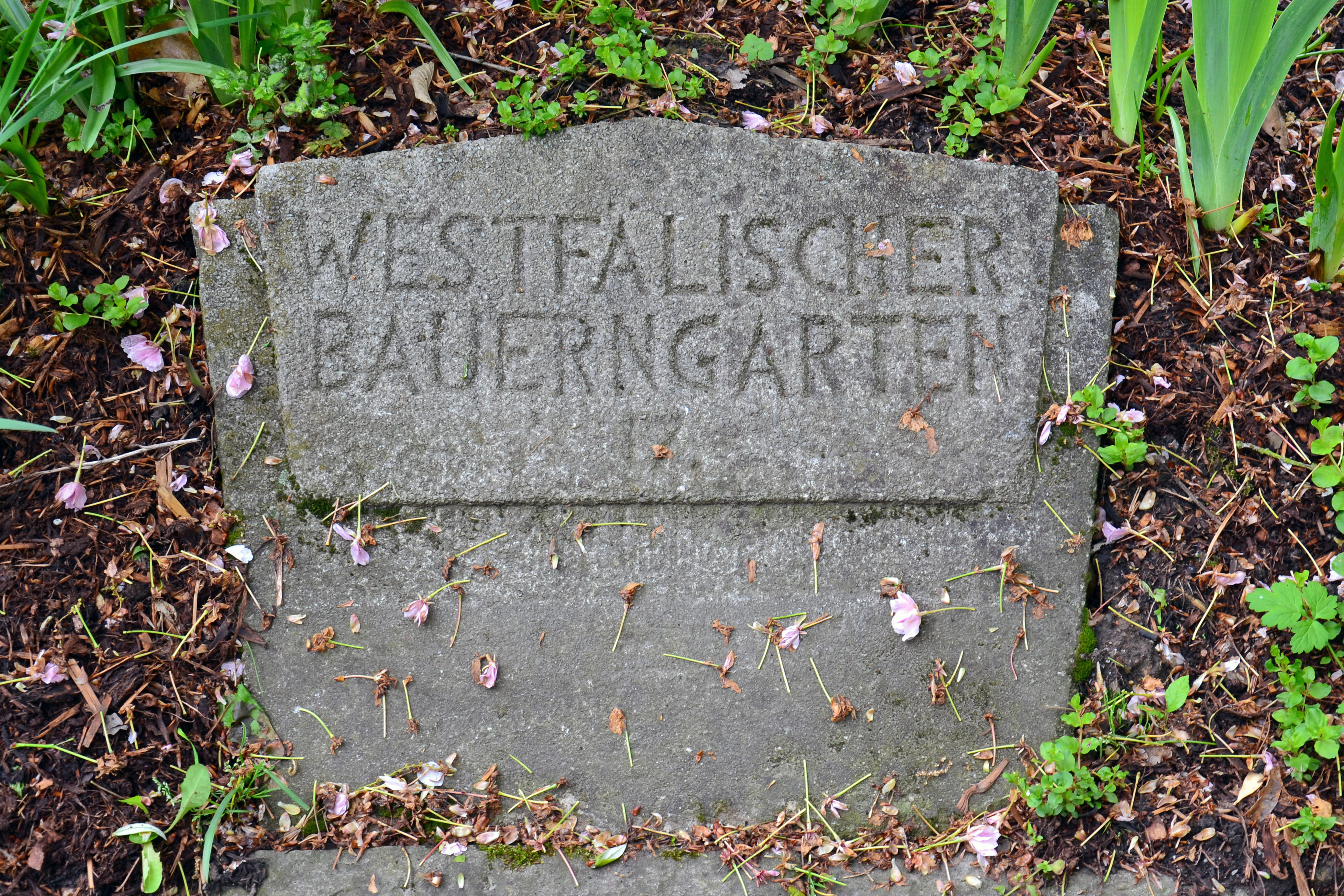
Steinerne Hinweistafel aus den Anfängen auf den 1927 angelegten Bauerngarten
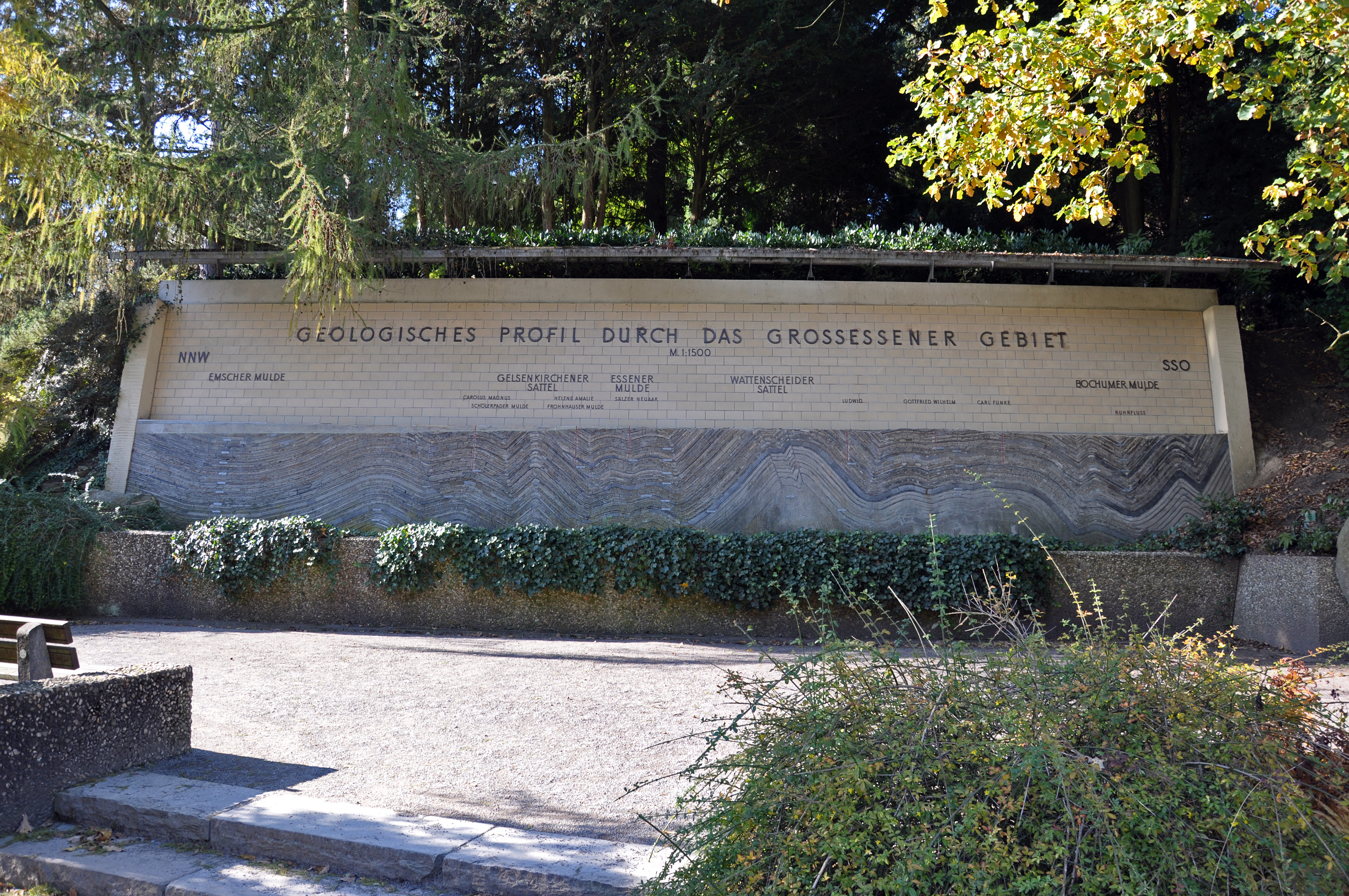
Geologische Wand von 1928

#### Charakter
Die erste Große Ruhrländische Gartenbau-Ausstellung war eine 20 Hektar große, geometrische Anlage von unterschiedlichen Abteilungen, die durch geradlinige Baumreihen, Hecken, Mauern und Treppen voneinander abgegrenzt waren. Das Konzept berücksichtigte den Ausstellungs- und Lehrcharakter genauso wie den Erholungsbedarf der Bevölkerung. Dazu sollte die Auswirkung der Industrie auf die Flora untersucht werden. So waren unter anderem in Einzelgärten der Bergbauregion rechnungstragende rauchempfindliche und rauchunempfindliche Pflanzen ausgestellt sowie Kleingartenbau und Kleintierzucht dargestellt.
Die gesamte Gartenbau-Ausstellung war in 31 Abteilungen gegliedert. Hinter dem damaligen Haupteingang an der Lührmannstraße, südlich und auf Höhe des heutigen Blumenhofes, befand sich Abteilung 1. Hier war der Ehrenhof mit bepflanztem Wasserbecken und Fischzucht und eine Ausstellungshalle mit mehreren Bereichen. In einem stellte der Reichsverband des deutschen Gartenbaus seine Tätigkeiten zur Förderung und Verbesserung der Kultureinrichtungen des Erwerbsgartenbaus vor. Ein weiterer Bereich war die Industrieabteilung mit Ständen zu Düngemitteln, Kunst-Keramik, Steinzeug und Gartenbedarfsmitteln. In der von Heinrich Reisner geleiteten Wissenschaftsabteilung wurden die Themen wie beispielsweise Gartenbau und Volkswirtschaft, Klima, Pflanzengeografie, der Boden als Pflanzenstandort, Pflanzenschutz vor Krankheiten und Schädlingen, Ernährung und Düngung von Kulturpflanzen oder Elektrizität im Pflanzenbau behandelt. In der Ehrenhalle stand das 1927 von Joseph Enseling geschaffene Bildnis des Generalfeldmarschalls Paul von Hindenburg in dunkelbraun patinierter Bronze.
Abteilung 2 bestand aus einem Innenhof mit Stauden- und Dahlienbepflanzung, Lorbeerbäumen, Vogelfutter- und Wetterhäuschen. Die Abteilung 3 behandelte durch mehrere Aussteller die Themen Vogelschutz in Halle III sowie die Themen Natur- und Heimatschutz in der Halle IV. Der Konzertplatz mit Rosen und Blumenkästen geschmückt bildete Abteilung 4. Er bot Bänke und die Plastik Kugler von Jakob Schmitt. Zudem war hier das Industrievorführgelände. Die Abteilung 5 bot Plan- und Modellschauen sowie Sonderschauen in der Halle V. Dabei gab es an festgelegten Terminen die folgenden sechs Sonderschauen: Warmhauspflanzen, Topfpflanzen, Blumenschmuckkunst – Rosen, Aquarien und Terrarien – Stauden, Topfpflanzen, Kakteen, Neuheiten, Frühobst und -Gemüse – Dahlien und Gladiolen – Markt-, Baumschul- und Handelspflanzen – Chrysanthemen, Obst, Gemüse und Produkte. Die Abteilung 6 bestand aus der Südseite der Halle V, in der einerseits Wintergärten und andererseits subtropische Pflanzen dargestellt wurden. Hinzu kamen zwei Pavillons, entworfen von Paul Portten, der auch den Grugaturm geplant hatte. Der römische Garten bildete die Abteilung 7. Er besaß eine Laube mit Bänken, Mosaiken, Plastiken und eine Malerei von Otto Westphal. Abteilung 8 war die Halle VI mit einer Vorbepflanzung aus Dahlien. Sie beherbergte eine Industrieabteilung, in der unter anderem Gartenmöbel, Gartenbekleidung, Baustoffe, Gartenmaschinen und -geräte, Blumenkübel sowie Blumenzwiebeln und -samen vorgestellt wurden. Die Abteilung 9 bestand aus zwei Sondergärten. Diese Wochenendgärten nannten sich Klein-Gruga und Elisabeth.
Abteilung 10 umfasste ein Teehaus mit Wintergarten, ein bergisches Haus und die Halle VII mit einer weiteren, sogenannten Industrieabteilung, die unter anderem auch Gartenmöbel und Einrichtungsgegenstände, Gartengeräte, Werkzeuge und Sportgeräte vorstellte. Die Abteilung 11 bestand aus der Zugangsstraße mit Bepflanzung und Möblierung, entworfen vom Architekten des Grugaturms Paul Portten. Sie beherbergte eine Plastik von Joseph Enseling und eine von Hermann Tochtermann aus Berlin. Der Friedhof bildete die Abteilung 12 mit einem Kriegerehrenmal von Georg Metzendorf, Kriegsgrabmälern, einem Sarkophag aus Werkstein und Marmor von Edmund Körner, mehreren Plastiken, einem Urnensammelgrabmal sowie einem Teich mit Brunnen. Eine Geflügelfarm mit Zuchtstation und ein Bauerngarten gehörte zu Abteilung 13. Abteilung 14 bot die Sommerblumenterrassen, die heutigen Farbenterrassen, die aus vier Einzelterrassen bestanden. Es gab oberhalb einen Vorplatz mit dem Glockenbrunnen und Goldfischen. Dieser Brunnen besaß mehrere, um eine sechs Meter hohe braune Säule herum angeordnete, helle Glocken, in denen bunte elektrische Lampen leuchteten. Im Bereich der heutigen Orangerie befand sich Abteilung 15 mit den Gruga-Terrassen-Gaststätten und dem Musikpavillon. Sie waren vom Essener Architekten Curt Wasse entworfen worden. Die zugehörigen Wasserterrassen besaßen beleuchtete Fontänen. Sie waren mit Bepflanzungen und mehreren Plastiken geschmückt. Die Abteilung 16 war der mit Rosen und Stauden bepflanzte Pergolagarten. Dazu gab es eine Sonnenuhr und eine Wasserfläche mit Wasserpflanzen und Goldfischen. Der Bereich der Abteilung 17 bestand aus vier Wochenendgärten. Der Wochenendgarten von Ehren war vom Gartenarchitekten und Leiter der technisch-künstlerischen Abteilung Johannes Gabriel (am 4. Januar 1929 im Alter von 31 Jahren gestorben) entworfen worden, der Wochenendgarten in der Heide von Rudolf Korte. Zudem gab es die zwei Gärten Meerkötter und Möller. In Abteilung 18 befanden sich vier Gärten des Provinzialverbandes Westfalen im Reichsverband der Kleingartenvereine Deutschlands sowie weitere vier Gärten des Provinzialverbandes Rheinland. Hinzu kam ein Kinderspielplatz. Die Abteilung 19 war ein Waldweg mit einem Waldplatz, auf dem ein von Will Lammert entworfener Brunnen mit der Plastik Steinbock von Ernst Gorsemann platziert war.
Eine Staudenlichtung entfiel auf die Abteilung 20. In Nummer 21 befand sich die heute noch in Teilen vorhandene Dahlienarena. In Nummer 22 gab es einen Spaliergarten mit Koniferen, Rankgewächsen, Stauden und Gehölzen sowie den Staudensondergarten Goos & Koenemann nach einem Entwurf von Johannes Gabriel. Die Abteilung 23 bildete der Berufsschulgarten für männliche Jugendliche der Stadt Essen mit Turngeräten und Brunnen. In Nummer 24 waren die Forst- und Parkgehölze des Ruhrgebiets durch den Siedlungsverband Ruhrkohlenbezirk zusammengestellt. In Abteilung 25 gab es einen Frühgemüseanbau unter Glas in Gewächshäusern. Darauf folgte in Abteilung 26 ein durch den Botanischen Garten gestalteter mittelalterlicher Kräutergarten. Dazu gab es Freilandgemüseanbau und den Schulgarten der städtischen Mädchenberufsschule. Das Rosencafé, das im Innern 500 und auf der Kaffeehausterrasse 700 Menschen Platz bot und vorgelagert sich die namensgebenden Roseterrassen befanden, war durch den Essener Architekten Curt Wasse entworfen worden und bildete Abteilung 27, gefolgt von Nummer 28, dem Rosenneuheitenweg mit den Sondergärten Lohse, Barkhoff und dem Garten Timm, in dem sich die Plastik Die vier Jahreszeiten des Bildhauers Ernst Gorsemann befand. Der Begoniengarten mit Wasseranlage und kleinem Brunnen war die Abteilung 29.
Abteilung 30 war der Radiogarten. Bis 1929 errichtete man den von Paul Portten entworfenen und heute unter Denkmalschutz stehenden Grugaturm, der damals als Radioturm für Musikübertragungen in den Radiogarten genutzt wurde. Hinzu kamen die zwei Pavillons der Milchgaststätte der Essener Milchversorgungs-GmbH, die ebenfalls von Paul Portten entworfen worden waren. Zur letzten Abteilung 31 gehörte der Sondergartenweg mit dem Hausgarten Roehse, einem Garten mit japanischen Motiven und fünf Sondergärten.
Am 3. August 1929 wurde der 500.000. Besucher erwartet. Die Gartenbau-Ausstellung endete am 13. Oktober 1929 und wurde von rund 1,9 Millionen Menschen besucht. Die aufwändige Gartenarchitektur war dabei eine bis dahin noch nicht gekannte Attraktion. Erstmals hatte auch die einfache Bevölkerung der durch die Schwerindustrie gezeichneten Stadt Essen die Möglichkeit, eine Parkanlage in diesem Stil zu besuchen.

### Volkspark ab 1930
Am 20. April 1930 wurde der Grugapark zusammen mit dem Botanischen Garten als erste Gartenausstellung Deutschlands als ein dem Gemeinwohl dienender Volkspark wiedereröffnet. Es wurden Dauerkarten für Erwachsene zum Preis von 3 Mark und für Kinder von 1 Mark ausgegeben. Einzelkarten kosteten für Erwachsene 25 Pfennige und für Kinder 10 Pfennige, zudem gab es ermäßigte Abendkarten. An Freitagen war der Eintritt die ersten Jahre frei und später vergünstigt. Der Park war jährlich von April bis Oktober geöffnet.
In den Jahren 1931/32 wurde der Park nach dem Motto Blume und Tier durch neue Tiergehege belebt. Ab Sommer 1931 wurden Papageien, Kakadus, Sittiche, Flamingos und Kraniche gehalten. Im Frühjahr 1932 kamen nahe dem Rosencafé ein etwa sieben Meter hoher, aus Ruhrsandstein bestehender Affenfelsen und ein rechteckiges Seelöwenbecken hinzu. Ebenfalls zu dieser Zeit fand ein Ausbau der Aquarien und Terrarien statt.
Im Terrassen-Restaurant mit Blick auf die Wasserfontänen und die Rosenterrassen fanden täglich bei guter Witterung Konzerte und Tanz im Freien statt. Am Radioturm gab es saisonabhängig ein Freilicht-Kulturfilm-Theater mit täglichen Vorführungen von Lehr- und Kulturfilmen ab Einbruch der Dämmerung.

### Reichsgartenschau 1938

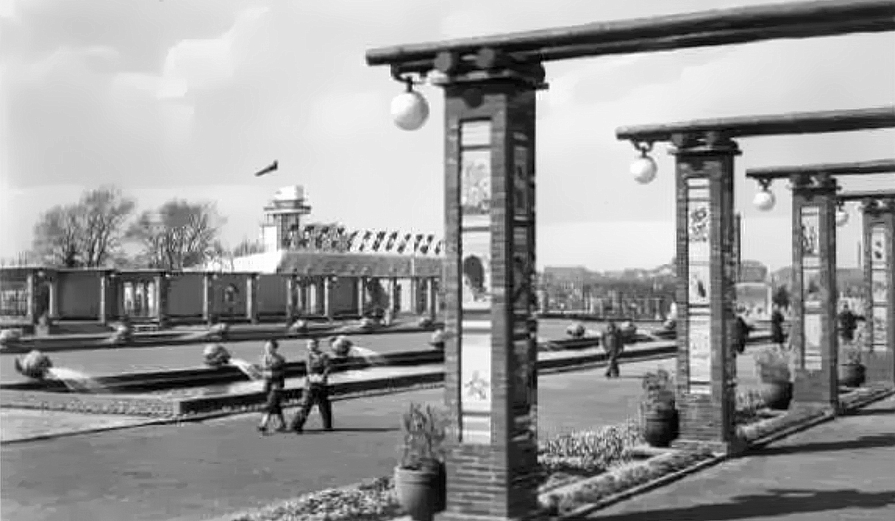
Reichsgartenschau 1938, Keramikhof, im Hintergrund Blumenhof und Grugaturm

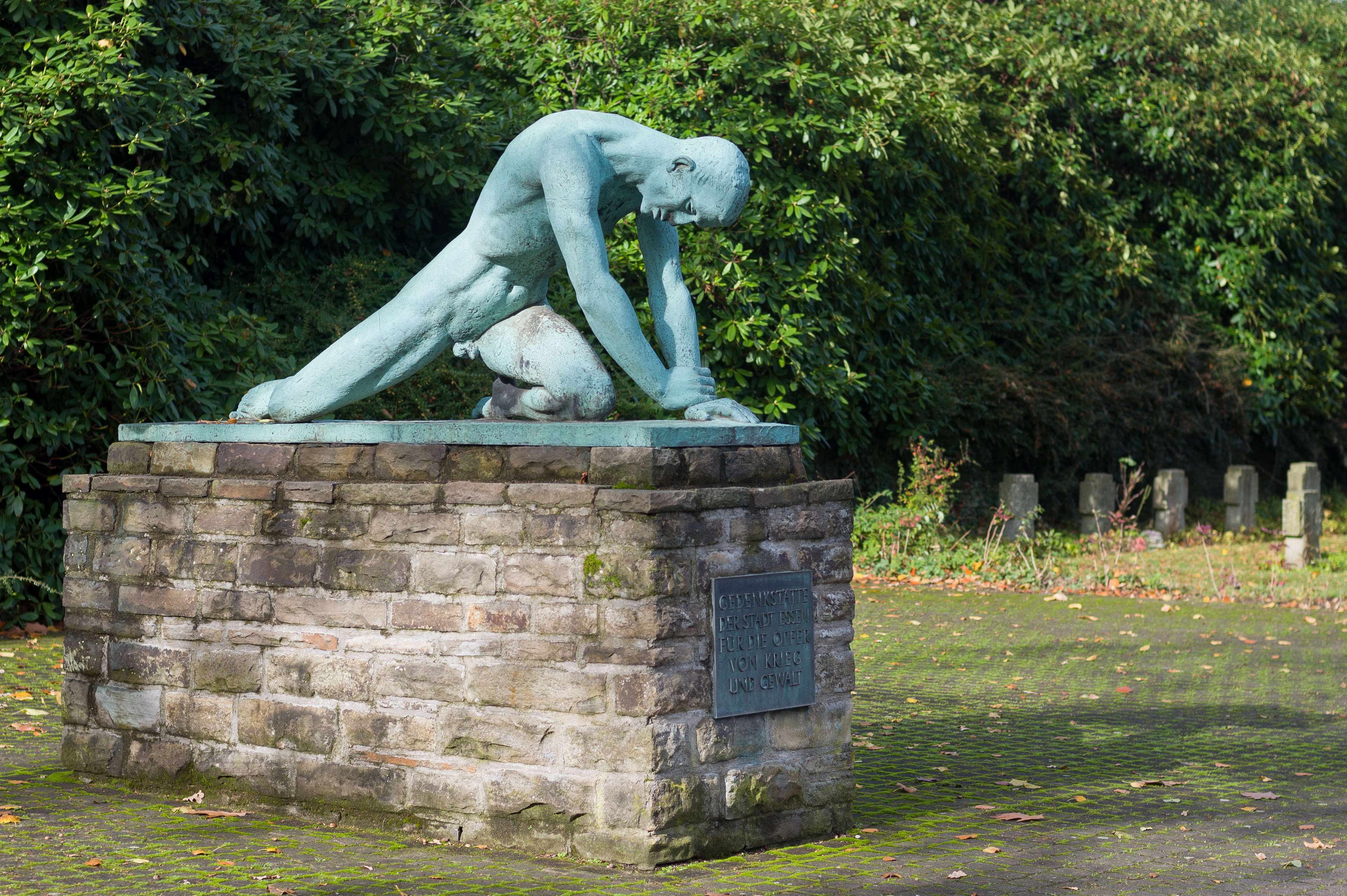
Bronzeskulptur Trauer von Joseph Enseling, heute auf dem Südwestfriedhof

Die Zweite Reichsausstellung des deutschen Gartenbaus fand vom 26. April bis 12. Oktober 1938 statt und wurde von der Stadt Essen in Zusammenarbeit mit dem Reichsnährstand veranstaltet.
Die Nationalsozialisten nutzten die Gartenschau für ihre Propaganda. Zur Eröffnung sprach zunächst Oberbürgermeister Just Dillgardt. Er übergab an den Essener Gauleiter Josef Terboven. Danach eröffnete der „Reichsbauernführer“ und „Reichsernährungsminister“ Walther Darré offiziell die Reichsgartenschau. Unter den knapp 3000 Gästen befanden sich zahlreiche Personen aus Partei (NSDAP) und Staat, der Wehrmacht und der Wirtschaft. Darunter waren der Staatssekretär im Reichsministerium für Ernährung und Landwirtschaft Herbert Backe, Generalleutnant Fritz Kühne, General Günther von Kluge, SA-Obergruppenführer Heinrich August Knickmann, Polizeipräsident und SS-Brigadeführer Fritz Schleßmann und Regierungspräsident Carl Christian Schmid. Das städtische Orchester unter der Leitung von Musikdirektor Albert Bittner spielte die Ouvertüre zu Franz Schuberts Rosamunde. Der Eröffnungsakt schloss mit dem Ausbringen des Hitlergrußes durch Kreisleiter Peter Hütgens und der sich anschließenden Nationalhymne.
1935 wurden erstmals 300.000 Reichsmark für die Schau bereitgestellt. In der Ratssitzung vom 2. Oktober 1936 folgte die Freigabe von weiteren 400.000 RM, die zur Weiterführung der Arbeiten bis April 1937 ausreichen sollten. Insgesamt ging man in dieser Ratssitzung von Gesamtkosten von 1,73 Millionen Reichsmark aus. Der geschäftsführende Vorsitzende und Gartendirektor der Stadt Essen (1921–1938), Rudolf Korte, leitete, wie auch bereits zur ersten Ausstellung 1929, die Erweiterung und Neugestaltung des Geländes, insbesondere der Kolonialpflanzenschau. Das Areal wurde von den Nationalsozialisten auf 47 Hektar verdoppelt und mit dem Keramik- und dem Blumenhof erweitert. So lockte die Gartenschau knapp 2,5 Millionen Besucher an. Den Charakter der Ausstellung machte die geradlinige Trennung mithilfe von Hecken, Pappeln, Mauern und Treppen in Themenbereiche aus, wobei die geometrische Struktur des Parks entlang von Achsen übernommen worden war. Täglich um sieben Uhr morgens fand der organisierte Frühsport statt. Die Nationalsozialisten versahen die Gartenschau unter anderem mit Hakenkreuzfahnen und Bänken mit der Aufschrift Nur für Arier.
Damals befand sich der Haupteingang des Parks an der Lührmannstraße, südlich und auf Höhe des Blumenhofes. Die damalige Gaststätte im Blumenhof bot bis zu 800 Personen Platz, wobei hier auch Modenschauen, Tagungen, Konferenzen und Bankette stattfanden. Zwischen Haupteingang und Blumenhof war der Keramikhof angeordnet, der an seinen quadratischen Säulen farbige Keramikplatten mit Tiermotiven zeigte. So sind der ehemalige Haupteingang und der Keramikhof heute vom Messegelände überbaut. Anstelle der heutigen Orangerie befand sich die groß angelegte Terrassengaststätte, der die Wasserterrassen mit Fontäne vorgelagert waren. Hier fanden abendlich beleuchtete Wasserspiele statt. Südlich davon, dort wo heute die Kranichwiese liegt, folgten der Pergolagarten unterhalb des Radioturmes und der Rosengarten. Westlich des Pergolagartens, in dem die Bronzeskulptur Trauer von Joseph Enseling stand (heute auf dem Südwestfriedhof), lag die kreisrunde Dahlienarena, deren östliches Kreissegment noch heute existiert. Südlich der Dahlienarena gab es einen Kinderzoo. Ein Damwildgehege war ebenfalls angelegt. Östlich der Terrassengaststätte lagen die Sommerblumenterrassen, die heutigen Farbenterrassen, an deren oberen Ende sich der Leuchtbrunnen mit dem Reliefbild Schmied von Essen befand, der nach einem Entwurf des Berliner Bildhauers Ludwig Nick entstand. Die Figur war im Ursprung Teil einer am 25. Juli 1915 enthüllten Nagelfigur auf dem nördlichen Vorplatz des Hauptbahnhofes. Nach dem Ersten Weltkrieg gelangte sie in den Stadtgarten und das Relief schließlich 1934 in den Grugapark, wo es im Zweiten Weltkrieg den Bomben zum Opfer fiel.
Des Weiteren bot der Park einen Römischen Garten, einen Warmwasser-Seerosenteich, einen subtropischen und einen japanischen Garten. Letzterer war maßgeblich vom Essener Bildhauer W. John geschaffen worden. In fast jedem der im Park verteilten zehn Lokale und Schänken stand eine eigene Musikkapelle zur Verfügung. Mit der ersten noch dampfgetriebenen Liliputbahn (siehe Grugabahn) konnte der Park besichtigt werden.
Im Jahr nach der Reichsgartenschau, zu Pfingsten 1939, eröffnete die erste Rollschuhbahn im Grugapark. Ebenfalls in diesem Jahr wurden reine Lehr-Ausstellungsflächen am Keramik- und Blumenhof repräsentativ umgestaltet und der botanische Garten mit neuen Pflanzenbeständen ausgebaut. Die Friedhofsabteilung aus der Zeit der Reichsgartenschau wurde in einen Kinderspielplatz mit Bühne für Kaspertheater und ähnliche Aufführungen umgewandelt. Die Waldschenke nahe des Heidegartens erhielt einen zusätzlichen großen Gastraum. Das Rhododendrontal wurde vergrößert und der Schulgarten bekam ein Drittel mehr Fläche. Die Tierbestände in den damaligen Gehegen wurden teils ergänzt. So kam ein Kaninchengehege neu hinzu. Das Kängurupaar vom letzten Jahr bekam ein Junges. Der Parkeintritt betrug in diesem Jahr, wie auch im vorangegangenen Jahr, 3 Reichsmark für Erwachsene und 1 RM für Kinder.

### Zweiter Weltkrieg und die Folgen

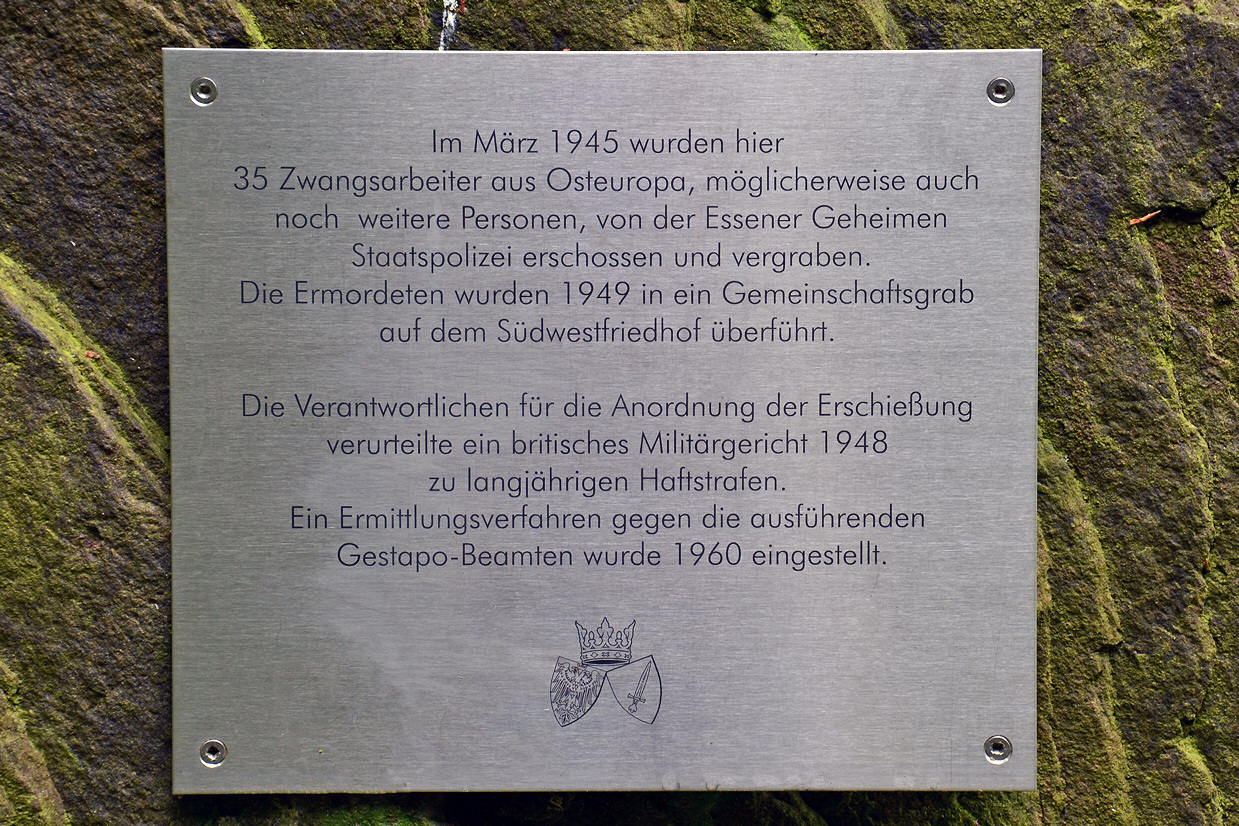
Gedenkstein am Montagsloch

Mehr als 500 Bombentreffer der Alliierten im Zweiten Weltkrieg zerstörten den gesamten Grugapark in allen Teilen, wobei der schwerste Angriff am 11. März 1945 stattfand. Das ehemalige Restaurant Blumenhof diente zuvor als Fremd- und Zwangsarbeiterheim, bis es durch Bombardements völlig zerstört worden war.
In der Nähe des heutigen Damwildgeheges im Grugapark erinnert ein Gedenkstein an das damals dort befindliche Montagsloch, in dem 35 Zwangsarbeiter aus Osteuropa am 12. März 1945 auf Anordnung des Essener Gestapo-Leiters Nohle erschossen worden waren. Später wurden sie auf dem Gelände von amerikanischen Truppen bestattet. Am 3. November 1949 fand die Überführung der Toten auf den Südwestfriedhof statt.
Nach dem Krieg wurde das Gelände des zerstörten Grugaparks bis zur Währungsreform 1948 als Gemüseanbaufläche für die hungernde Bevölkerung und die nördlich angrenzenden Städtischen Krankenanstalten, heute Universitätsklinikum Essen, genutzt. Nachdem im Frühjahr 1949 der Eingangsbereich des Grugaparks und der Blumenhof verändert wieder aufgebaut worden waren und der Park erneut Besucher angelockt hatte, zählte man ein Jahr später trotz fehlender Attraktionen wieder mehr als 1,2 Millionen Gäste. Daraus folgte 1951 der Beschluss der Stadt Essen, den Grugapark wieder aufzubauen.

### Zweite Gruga-Ausstellung 1952

Logo des Grugaparks, 1929 vom Essener Maler und Grafiker Jo Pieper entworfen

Vom 10. Mai bis 19. Oktober 1952 fand die auf 60 Hektar erweiterte Zweite Große Ruhrländische Gartenbau-Ausstellung statt, an der rund 2,7 Millionen Menschen Interesse zeigten. Dafür wurde ein Plakat entworfen, das die stilisierte Tulpe von 1929 des Essener Malers und Grafikers Jo Pieper wiederverwendet, die den Grugaturm schmückt und noch heute verändert als Logo des Grugaparks verwendet wird. Auch diese zweite Ausstellung sollte den Essener Bürgern danach wieder einen neuen Volkspark bescheren. Jedoch fiel sie mangels Zeit und Finanzen und aufgrund einer neuen Auffassung von Natur und Garten anders aus. Die zerstörte, geradlinige Gartenarchitektur der Vorkriegszeit war einer großzügigen hügeligen Landschaft mit viel Rasen und Ausblicken gewichen. Im unteren Bereich der heutigen Kranichwiese wurde 1952 ein elegantes, zweistöckiges Gebäude im Stil der Zeit, die Milchbar, durch den Architekten Wilhelm Seidensticker errichtet. Im Obergeschoss befand sich eine Terrasse. In den 1980er Jahren wurde es abgerissen. Ein Seehundbecken und das Aquarium mit dem künstlerisch gestalteten Fenster des Lehrers der Folkwang-Werkschule, Philipp Schardt, zählten zu den Neuheiten.
Der Rat der Stadt Essen beschloss Ende 1962, dass ab Saisonbeginn im April 1963 eine Eintrittsgebühr in den Grugapark von 30 Pfennigen erhoben wird. Angesichts der enormen Bautätigkeiten im Park war dieser Beschluss politisch umstritten, und der Antrag der CDU, den Ratsbeschluss zu kippen, kam zu spät, denn die nächste Ratssitzung fand am 14. Mai 1963 statt.

### Bundesgartenschau 1965
Vom 29. April bis 17. Oktober 1965 fand die 8. Bundesgartenschau im Grugapark statt.
Für die Bundesgartenschau der Grugapark auf rund 70 Hektar erweitert, wobei der im Jahr 1900 angelegte Südfriedhof von ihm völlig umschlossen wurde. Erstmals wurden die Hauptwege des Grugaparks befestigt. Früher nur zwischen April und Oktober geöffnet, konnte der Park nun ganzjährig genutzt werden. Der Lesepavillon ist der letzte erhaltene Hochbau der Bundesgartenschau.

### Seit der Bundesgartenschau bis heute

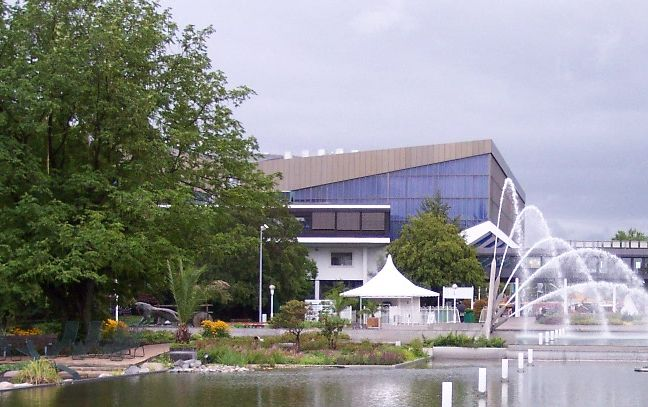
Haupteingangsbereich mit den Wasserfontänen, dahinter die Grugahalle

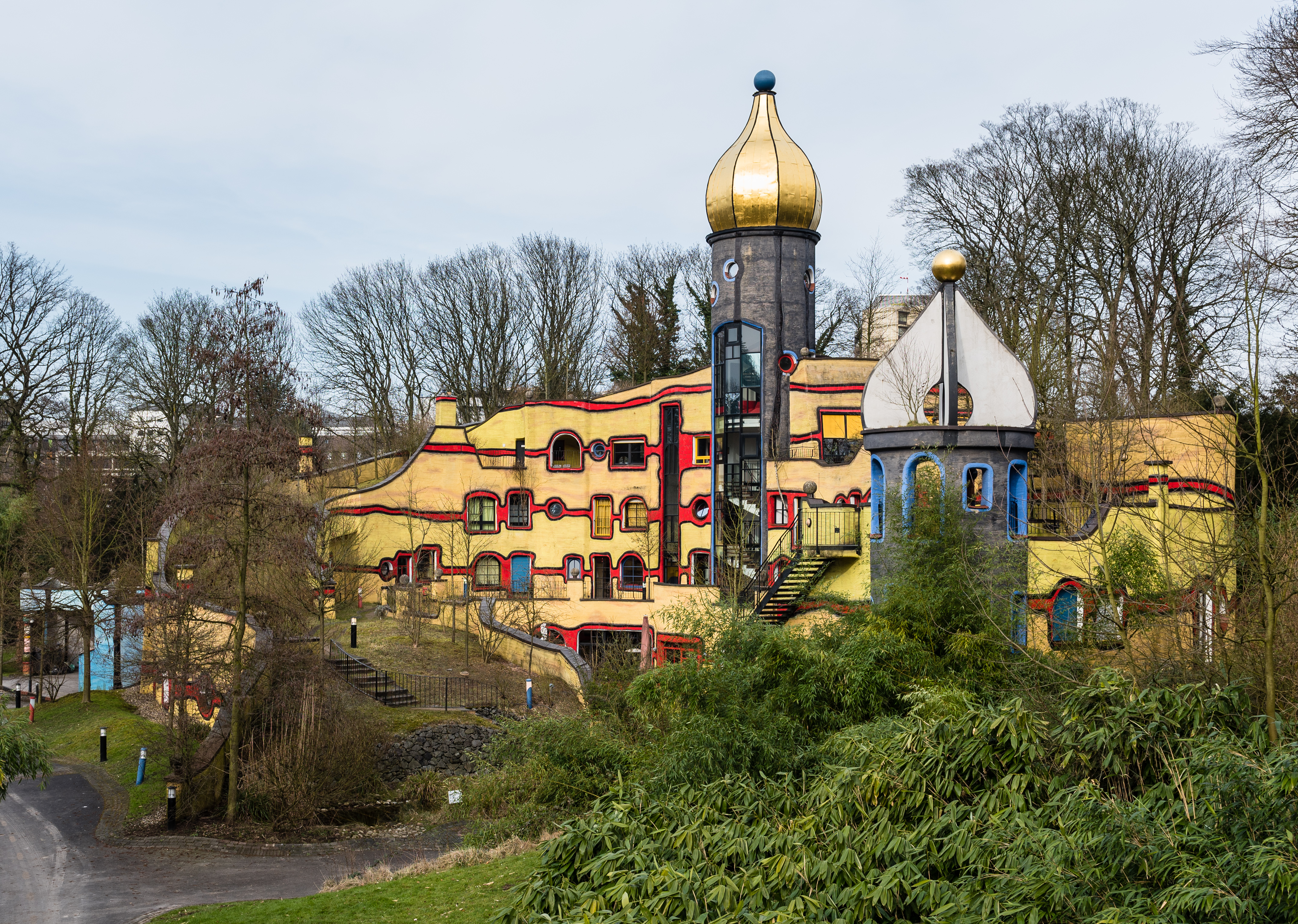
Ronald-McDonald-Haus, entworfen von Friedensreich Hundertwasser

Der Grugapark besitzt seit der Bundesgartenschau im Groben seine heutige Struktur. Durch Sonderschauen wie Mobile Gärten (1968) und Wasser im Garten (1970) sowie neuen Veranstaltungsprogrammen sollte die Attraktivität des Parks gehalten werden. In der Folgezeit gab es einige bauliche Veränderungen, die sich den Ansprüchen der sich ändernden Gesellschaft anpassten.
Ab 1977 wurde der Park um einige Grillplätze ergänzt. Wegen baulicher Mängel wurde die Rollschuhbahn 1979 grundsaniert und aufgrund des Tierschutzes 1983 das Seehundbecken geschlossen. Nachdem zwischen 1971 und 1974 mehrere Seehunde durch Virusinfektionen gestorben waren, kam es mehrfach vor, dass durch ins Becken geworfene Münzen und andere Gegenstände Tiere verendeten. 1961 war hier die erste in Gefangenschaft gezeugte Robbe zur Welt gekommen. 1986 folgte der Abriss des Seehundbeckens und des Aquariums.
Mitte der 1980er Jahre wurde angrenzend an den Blumenhof ein japanischer Garten unter der Anleitung japanischer Fachleute errichtet. Mit dem Umbau des Blumenhofs in Kur vor Ort im Jahr 2005 wurde der Bereich des japanischen Gartens zum Außenbereich der Sauna des Kurbetriebs.
1982 wurden die Greifvogelvolieren eingerichtet, in denen unter anderem Weißkopfseeadler zu Hause waren und auch dort nachgezüchtet wurden. Aufgrund des verbesserungswürdigen Tierschutzes und der inzwischen baufälligen Volieren wurden die Greifvögel im April 2016 in das Wildgehege Hellenthal gebracht und die Volieren abgerissen. Nachdem der Botanische Garten in den 1980er Jahren mit dem Grugapark vereinigt wurde, wichen seine alten Pflanzenschauhäuser 1985 den heutigen drei Glaspyramiden. Darin sind ein Regenwald, ein Bergnebelwald und die Sukkulenten untergebracht. 1987 kam als kulturelles Forum die heutige Orangerie anstelle der zuvor hier befindlichen Volieren hinzu. Sie schloss sich östlich an das damalige, 1986 niedergelegte Aquarium und Terrarium an. Unter der gläsernen Kuppel der Orangerie befinden sich die zentrale Gastronomie des Parks, das Gruga-Informationszentrum sowie Räumlichkeiten für Ausstellungen, Aufführungen und regelmäßige Pflanzenschauen. 1989 eröffnete das Kinderspielhaus nahe dem Haupteingang, das durch den Umbau der ehemaligen Milchgaststätte entstand. Ebenfalls 1989 wurde der Musikpavillon mit Spitzdach aus dem Jahr 1965 durch den heutigen Musikpavillon ersetzt, der auf einer etwa 1500 m² großen überdachten Fläche rund 1600 bestuhlte Plätze bietet. Im ersten Halbjahr 2025 wurde die Stahlrohrkonstruktion des Daches saniert und eine neu Dachmembran eingezogen sowie der Bühnenboden erneuert. So wurde der Musikpavillon am 28. Juni 2025 mit einem Konzert der Essener Philharmoniker feierlich wiedereröffnet.
1995 folgte der Bau des Kleintiergartens im südwestlichen Parkteil sowie die Gründung der außerschulischen Bildungseinrichtung Schule Natur, die unter anderem Schulklassen und anderen Interessierten naturwissenschaftlichen Anschauungsunterricht im Park bietet. Sie hat ihren Sitz dort, wo sich einst Aquarium und das Terrarium befanden. Bis zum Jahr 2025 zählte die Schule Natur 700.000 Besucher in rund 27.000 Kursen. Im Jahr 2017 wurde sie zum Regionalzentrum im Landesnetzwerk Bildung für nachhaltige Entwicklung NRW ernannt und wird seitdem vom Ministerium für Umwelt, Naturschutz und Verkehr des Landes Nordrhein-Westfalen gefördert. Ebenfalls 1995 eröffnete die Modellanlage mit Modell-Trucks im Maßstab 1:16 bis 1:14 der Modell Truck Freunde Essen e. V. Die Vogelfreiflughalle entstand ein Jahr später. 1998 eröffnete südlich des Kleintierparks der Ponyhof mit Reitmöglichkeit.
Im Mai 1996 wurde der Freundeskreis Grugapark Essen e. V. gegründet, der sich für den Erhalt der Parksubstanz einsetzt und botanische sowie zoologische Parkführungen, Workshops und Vorträge anbietet und aus Beiträgen und Spenden Projekte im Park, wie das Nachpflanzen von Bäumen oder das Aufstellen von Skulpturen finanziert. Im Juni 2024 wurde Oberbürgermeister Thomas Kufen zum Ehrenmitglied des Vereins ernannt.
Die exakten Umrisse des Grugaparks haben sich durch die Messeerweiterungen der östlich an den Park angrenzenden Hallen der Messe Essen verändert. Der Grugapark umfasst heute knapp 65 Hektar und hat sich Richtung Holsterhausen, Margarethenhöhe und Rüttenscheid mit neuen Eingangsbereichen geöffnet. Ein etwas in den Park hinein versetzter, neuer Haupteingang neben der Grugahalle wurde 2006 eröffnet. 2008 folgte ein neuer Parkeingang bei den 2006 angelegten Mustergärten, für die ein Verein verantwortlich ist.
2004 wurde ein Waldkindergarten gegründet, der zeitweise im Waldgebiet Nachtigallental auf der Margarethenhöhe und im Grugapark betrieben wird. Er beherbergt eine Gruppe von gut zwanzig Kindern und wird von einer Elterninitiative getragen. Er besitzt kein festes Gebäude. Als Rückzugsmöglichkeit gibt es im Grugapark einen bunten Bauwagen in Anlehnung an die Fernsehserie Löwenzahn.
Nahe dem Grugaturm wurde im Jahr 2004 ein Gradierwerk von 30 Metern Länge und zehn Metern Höhe errichtet. Es hat einen Sole-Inhalt von 120 Kubikmetern und wurde von der van Eupen-Stiftung für Umweltschutz finanziert. Im Juli 2018 wurde es außer Betrieb genommen, da es durch Schäden in der Holzkonstruktion als nicht mehr verkehrssicher galt. Im Februar 2019 entschied die Stadt Essen 300.000 Euro in die Sanierung der Anlage zu investieren. Dabei wird der Schwarzdorn, dessen Haltbarkeit mit rund 15 Jahren angegeben ist, ebenfalls ausgetauscht sowie eine neue automatisierte Sole-Steuerung installiert, die künftig Personalkosten einspart. Seit 2020 ist das Gradierwerk wieder in Betrieb.
Am 1. Juli 2005 wurde auf dem Grugaparkgelände, am Standort des dort zuvor befindlichen Restaurants Hirschgarten, von der McDonald’s Kinderhilfe das Ronald-McDonald-Haus durch Schirmherr Henry Maske eröffnet. Es ist eines von 22 McDonald-Häusern (Stand 2015), wurde von Friedensreich Hundertwasser entworfen und dient den Familien schwer kranker Kinder als gemeinsame Unterkunft. Hundertwasser selbst nahm das Grundstück Ende der 1990er Jahre in Augenschein und passte das Haus entsprechend der Lage an. Nach Hundertwassers Tod im Jahre 2000 baute man einen Gebäudekomplex nach seinen Plänen um einen abgeschirmten Innenhof mit einem umlaufend begrünten Dach, das wie eine Rampe wirkt. Das Haus hat elf Apartments sowie einen Aufenthaltsraum, ein Esszimmer, ein Spielzimmer, einen Hobbyraum, einen Fernsehraum, eine Gemeinschaftsküche, eine Waschküche und einen Garten.
Das Haus des Waldes wurde 2005 durch die Essener Kreisjägerschaft, die es von der Stadt gekauft hatte, eröffnet. Sie dient als Bildungseinrichtung, die der großstädtischen Bevölkerung den Wald und seine Bewohner näher bringen möchte und zudem Jäger aus- und weiterbildet.

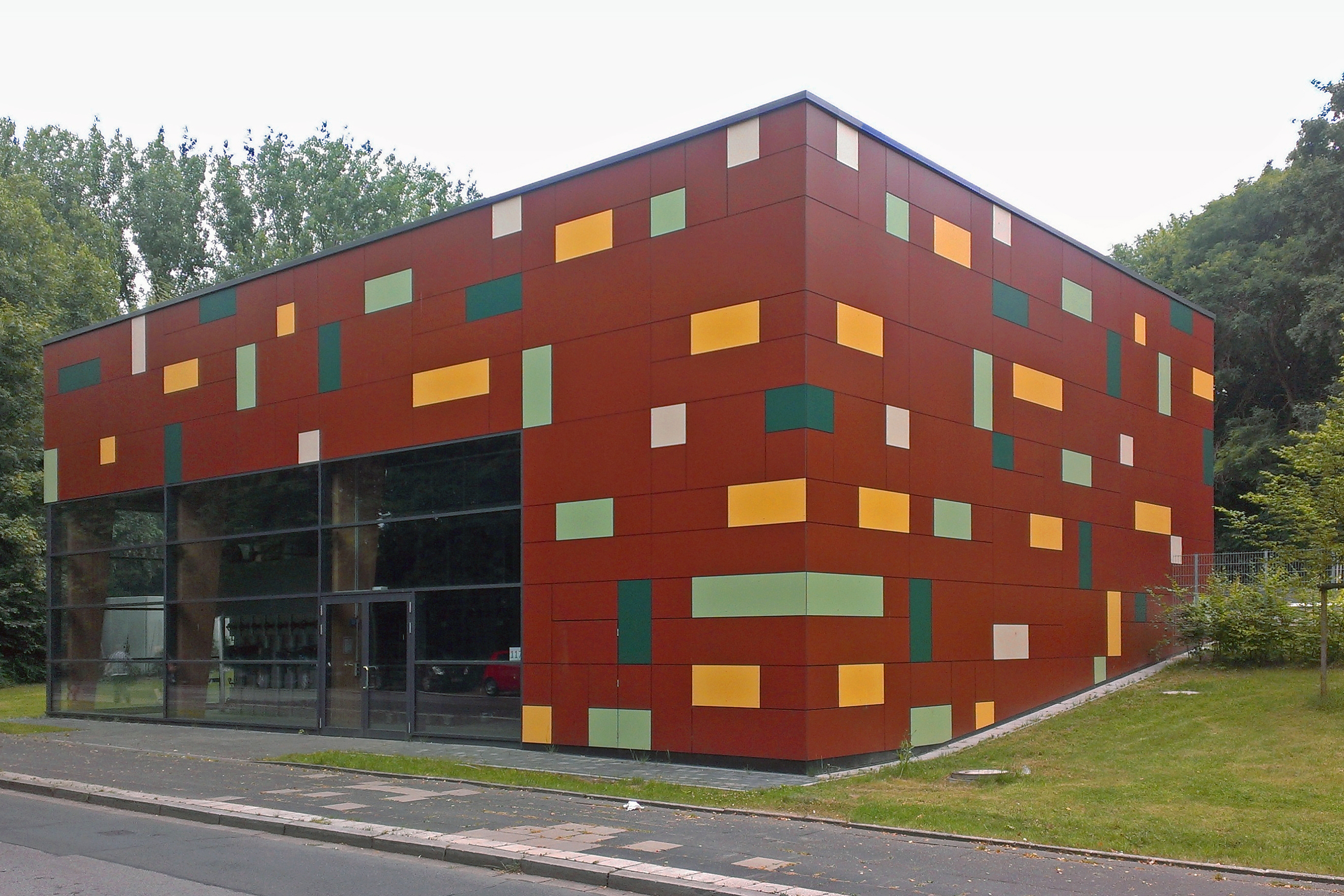
Biomasseheizwerk

Der Botanische Garten der Universität Duisburg-Essen zog 2010 südwestlich des Tropenhauses und westlich des im Sommer 2005 eröffneten Mediterraneums des botanischen Gartens des Grugaparks. Offizielle Eröffnung war im Mai 2012. Beide botanischen Gärten arbeiten intensiv zusammen, bleiben aber organisatorisch unabhängig voneinander. Dazu wurden ein Lehr- und ein Forschungsgewächshaus errichtet, das der Grundlagenforschung dient.
Im Jahr 2010 erhielt die Stadt Essen für den Grugapark als ehemaliges BUGA-Gelände den Nachhaltigkeitspreis der Deutschen Bundesgartenschau-Gesellschaft (DBG) für die bis heute nachhaltige Parknutzung.
Der 2010 ökologisch aufbereitete Margarethensee wird, wie auch der südliche Waldsee, vom Borbecker Mühlenbach gespeist, dem seitdem auch das Regenwasser der Dächer der angrenzenden Messehallen zugeführt wird. Ebenfalls 2010 eröffnete das Gaseum, eine Ausstellung der E.ON Ruhrgas im Gebäude des ehemaligen Grugabad-Restaurants, die im Mai 2013 wieder geschlossen wurde. Ende 2012 wurde die am westlichen Rand des Parks gelegene, bereits baufällige Minigolfanlage geschlossen.
Im Sommer 2011 begannen die Arbeiten zur Errichtung von Essens erstem Biomasseheizwerk, das Mitte 2012 in Betrieb ging. Es wird durch die Stadtwerke Essen betrieben und befindet sich westlich des Margarethensees und dabei außerhalb des Grugaparks, direkt an der Lührmannstraße. Von dort versorgt es, durch Verbrennung von Restholz aus Parks und Wäldern der Region, alle Einrichtungen des Grugaparks samt Therme im Blumenhof und Grugabad über drei Nahwärmeleitungen mit Wärme.
Im Dezember 2012 wurde der Stiftungsverein Grugapark unter dem Vorsitz des ehemaligen Essener Kulturdezernenten Oliver Scheytt gegründet. Seine Mitglieder setzen sich aus Privatpersonen und Unternehmen zusammen. Ziel ist unter anderem die finanzielle Unterstützung zur Weiterentwicklung des Grugaparks.

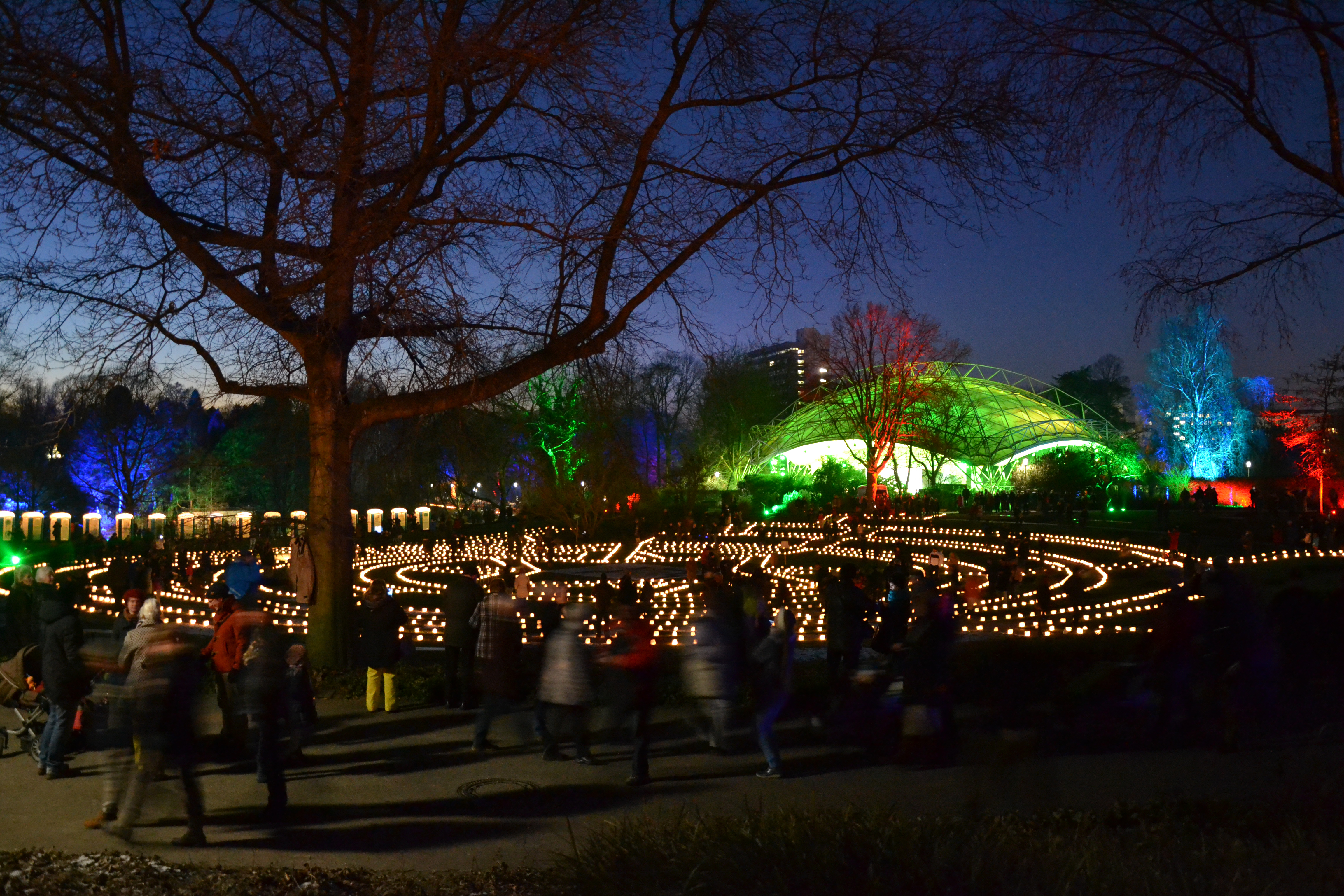
Eröffnungsfeier zur Grünen Hauptstadt Europas – Essen 2017

Im August 2014 war eine Umrüstung von genau 287 Lampen der gesamten Parkbeleuchtung auf energiesparende LEDs vollzogen. Das Licht der Lampen lässt sich bezüglich Intensität und Lichtfarbe an die Situation im Park anpassen.
Die offizielle Eröffnungsfeier zur Grünen Hauptstadt Europas – Essen 2017 fand am 21. Januar 2017 im Grugapark statt. Beim Festakt im Musikpavillon mit 1200 geladenen Gästen sprachen der EU-Kommissar für Umwelt Karmenu Vella, die Bundesministerin für Umwelt Barbara Hendricks, der NRW-Umweltminister Johannes Remmel und der Oberbürgermeister Thomas Kufen. Es folgte ein zweitägiges Kultur- und Familienfest mit Aufführungen und Lichtinstallationen.
Im Mai 2018 eröffnete der sanierte Lesepavillon an der Tummelwiese neu. Ein Sonderprogramm des Bundes ermöglichte die 120.000 Euro teure Renovierung mit neuen Scheiben und Fußbodenheizung, wovon zehn Prozent die Stadt übernahm. So erhielt das Kulturprojekt im Pavillon den Namen KUBIG400, zusammengesetzt aus den Buchstaben der Wörter Kulturbau im Grugapark und der Zahl 400, die den Rauminhalt des Baukörpers in Kubikmetern wiedergibt. Seit Sommer 2022 stand das Gebäude wieder leer. Seit 2024 wird es wieder für diverse Kunstausstellungen genutzt. Am 5. Dezember 2017 fasste der Ratsausschuss für den stadteigenen Betrieb Grün und Gruga den Baubeschluss für einen Bauernhof für bedrohte Haustierrassen nahe dem Streichelzoo. Das knapp 190.000 Euro teure Stallgebäude wurde am 11. Oktober 2018 eröffnet. Es enthält einen Gebäudeteil des 1969 an der Grenze zwischen Katernberg und Altenessen niedergelegten Barkhofs, das im Ruhr Museum gelagert war. Der Barkhof diente ab dem 14. Jahrhundert der Versorgung der Essener Stiftsdamen.
Am 1. Dezember 2021 wurden die sanierten, pyramidenförmigen Pflanzenschauhäuser aus dem Jahr 1985 als Zentrum des Botanischen Gartens wiedereröffnet. Die Sanierung dauerte rund zweieinhalb Jahre und kostete die Stadt rund drei Millionen Euro, wobei weitere rund zwei Millionen Euro im Rahmen der Umsetzung des Kommunalinvestitionsförderungsgesetzes in NRW (KInvFöG NRW) hinzukamen. Dabei wurden neben Schadensbeseitungen die bisherigen Acrylglasdächer durch leichter zu reinigende Membrandächer ersetzt sowie die Klima- und Steuerungstechnik erneuert.
Im Dezember 2022 begann die Sanierung des Kinderspielhauses für Kinder bis zum Alter von zehn Jahren mit 135 Quadratmetern Spielfläche nahe dem Haupteingang. Es wurde zu einem Naturspielhaus für Kinder unter Berücksichtigung der Themen Nachhaltigkeit und Inklusion umgestaltet. Am 17. August 2023 wurde es wiedereröffnet. Da das Gebäude aus der Zeit der Bundesgartenschau 1965 stammt, gestaltete sich der Umbau schwierig. Zur bereits 2019 geplanten Sanierung kamen bei einer durch den Stiftungsverein gestarteten Spendenaktion 25.000 Euro zusammen. Die Gesamtkosten betrugen 270.000 Euro.

#### Regelmäßige Veranstaltungen

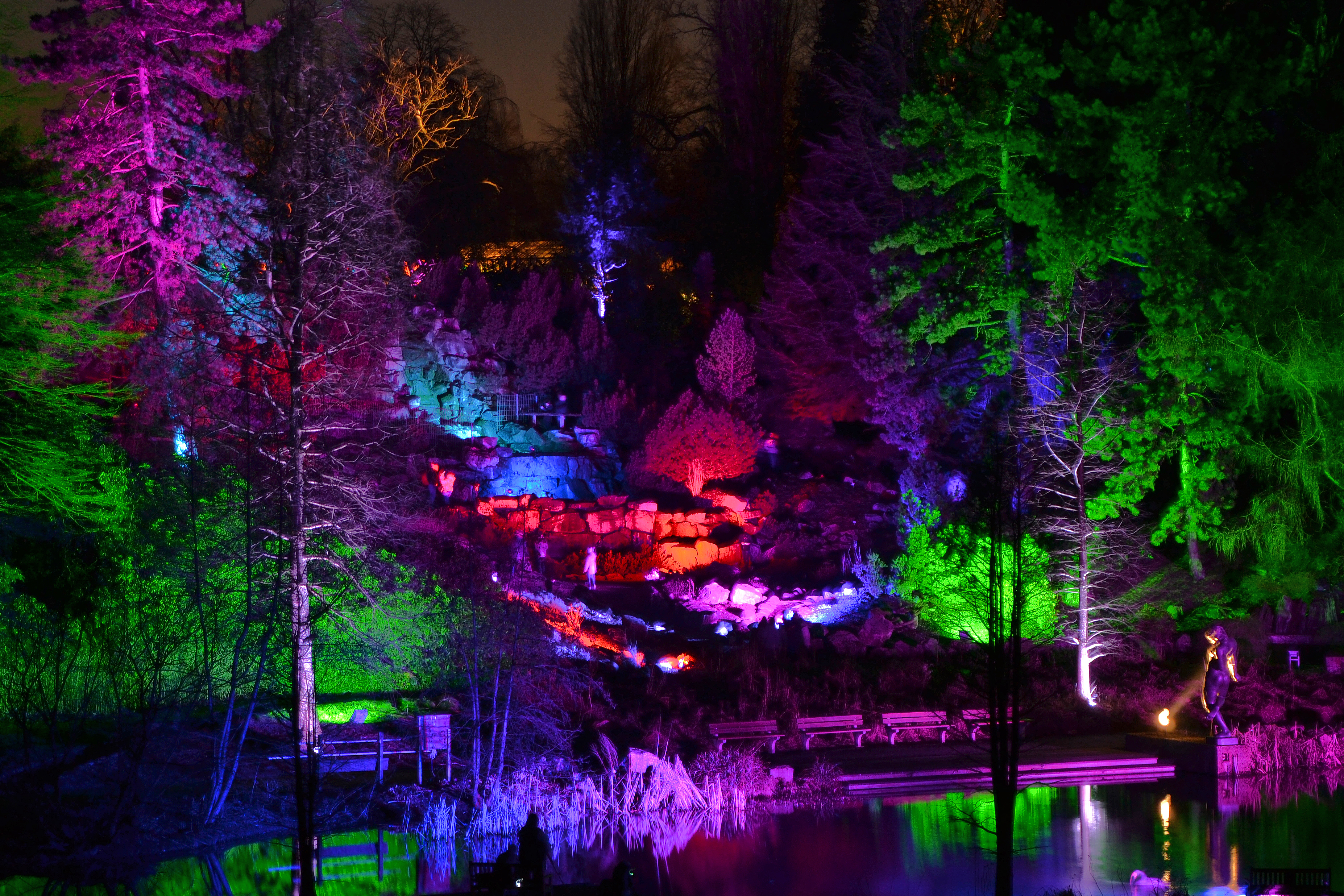
Parkleuchten 2015

Seit 2010 findet in den ersten Wintermonaten eines jeden Jahres das Parkleuchten statt, das durch ein privates Unternehmen aus Unna veranstaltet wird, welches auch das Winterleuchten im Dortmunder Westfalenpark inszeniert. Neben der Beleuchtung einiger Skulpturen und Illumination von nur für dieses Event dargestellten Objekten wird auch die Natur des Grugaparks lichttechnisch in Szene gesetzt. Im Jahr 2023 wurde mit rund 140.000 Menschen die bisher größte Besucherzahl zu dieser Veranstaltung ermittelt.
Mit dem Frühjahrs-Pflanzenraritätenmarkt, dem Kakteen- und Sukkulentenmarkt und dem Herbst-Pflanzenraritätenmarkt gibt es drei Mal im Jahr Pflanzenmärkte mit Ausstellungen, Beratung und Verkauf.
Jährlich im September findet der Weltkindertag statt, zu dem Kinder und Jugendliche bis zum Alter von 15 Jahren kostenlosen Eintritt in den Grugapark erhalten. Es gibt Angebote von Kooperationspartnern rund um Spiel, Spaß und Sport. Im Jahr 2024 besuchten 16.500 Menschen den Weltkindertag.
Ende September findet jährlich Essen erntet im Rahmen eines Programms für Familien statt. Dabei bieten Essener Aussteller Dinge aus Fischerei, Floristik, Geflügelzucht, Imkerei, Jägerschaft, Landwirtschaft, Umweltbildung und Backhandwerk.
Seit 2003 findet jährlich der sogenannte Onkolauf statt, eine Benefiz-Laufveranstaltung, deren Erlös an die Krebshilfe und -beratung in Essen geht. Dabei gibt es unterschiedliche Streckenlängen und einen Teamlauf im Veranstaltungsrahmen mit Musik, Verpflegung und Aktivitäten für Kinder.
Die Stiftung Universitätsmedizin Essen veranstaltet seit 2022 den Grugalauf zugunsten von Projekten für kranke Kinder und Jugendliche in der Kinderklinik im Universitätsklinikum Essen statt. Die rund 2,5 km lange Strecke zum Laufen, Walken oder Spazieren führt durch den Grugapark.

#### Gastronomie
Die zentrale Restauration des Grugaparks befindet sich in der 1987 erbauten Orangerie mit Sitzgelegenheiten im Inneren und im Freien.
Zwischen der Messehalle 5 und dem Haupteingang des Grugaparks befindet sich die Sommergastronomie Wassergarten. Sie liegt außerhalb des eingezäunten Parkgeländes und ist daher eintrittsfrei.
Am 1. April 1972 eröffnete das Restaurant Landhaus an der Rollschuhbahn. Es wurde Ende 2015 geschlossen. Der Bereich ist nicht mehr als Gastronomiestandort vorgesehen und soll neu gestaltet werden, so dass ein Abriss des Hauptgebäudes geplant ist.
In den Jahren 2023/2024 soll mit dem Bauern-Café eine neue Restauration im Bereich des Kleintiergartens und der Grugabahn-Haltestelle Grugabad entstehen. Sie soll neben einem Verkaufsfenster ins angrenzende Grugabad auch Innen- und Außengastronomie bieten. Die Baukosten belaufen sich auf 1,56 Millionen Euro. Neue angrenzende Toiletten werden für alle Parkbesucher zugänglich genmacht.
Zudem gibt es im Park fünf Kioske. Sie befinden sich an der Kranichwiese, am Margarethensee, am Tierhof, am Grugabad und nahe der Rollschuhbahn. Außerdem stehen sechs Grillplätze zur Anmietung zur Verfügung.

#### Vorübergehende Parkschließung durch Sturmschäden 2014
Am 9. Juni 2014 richtete die Gewitterfront Ela schwere Schäden durch Starkregen mit Orkanböen im Grugapark an. Rund 350 Bäume, teils über hundert Jahre alt, wurden durch den Gewittersturm entwurzelt oder mussten wegen schwerer Sturmschäden gefällt werden. Betroffen waren auch die Mammutbäume nahe dem Botanischen Garten. Der Park selbst, außer der Orangerie, dem Kurhaus und der Rollschuhbahn, war aus Sicherheitsgründen geschlossen, und sämtliche Veranstaltungen waren abgesagt worden. Der Stiftungsverein Grugapark rief zu Spenden auf. Am 5. Juli wurde der Park wieder geöffnet. Bis Ende 2015 wurden 175 Bäume durch neue ersetzt. 700.000 Euro gingen an Spenden ein, mit deren Hilfe zudem auch Gebäude und Wege wieder instand gesetzt wurden. Die Stiftung Gut für Essen der Sparkasse Essen unterstützte die Sturmschädenbeseitigung mit weiteren 490.000 Euro.

#### Summer Park Festival
Vom 21. bis 26. Juli 2025 findet im Grugapark das Summer Park Festival als Teil der Summer World University Games 2025 statt. Es werden im Park verteilt ein Festprogramm sowie auf der Kranichwiese Konzerte von Alle Farben, der Leoniden und Michael Schulte stattfinden.

### Besucherstatistik
Die erste Gruga-Ausstellung 1929 wurde von rund 1,9 Millionen, die Reichsgartenschau 1938 von etwa 2,5 Millionen, die zweite Gruga-Ausstellung 1952 von rund 2,7 Millionen und die Bundesgartenschau 1965 von nicht wieder erreichten 5,3 Millionen Menschen besucht.
Zum 75-jährigen Bestehen der Gruga war, neben weiteren Veranstaltungen, vom 16. Juli bis zum 5. September 2004 die Sonderausstellung Tulpe, Turm und Tummelwiese. 75 Jahre Geschichten und Geschichte in der Orangerie zu sehen. In diesen 75 Jahren wurden rund 120 Millionen Besucher gezählt.
Allerdings werden genaue Besucherzahlen erst seit 1967 anhand der ausgegebenen Einzel- und Dauerkarten systematisch erfasst. So wurden für die Jahre 1975, 1976 und 1979 mehr als 2,5 Millionen Gäste gezählt. Danach sanken die Zahlen kontinuierlich bis zum Jahr 2001, als noch rund 627.500 Besucher kamen. Seit diesem Tiefpunkt stiegen die Besucherzahlen bis 2017 wieder auf rund eine Million und 2019 auf über 1,1 Millionen an. Im Jahr 2022 wurden 986.500 Besucher gezählt.

## Attraktionen heute (Auszug)

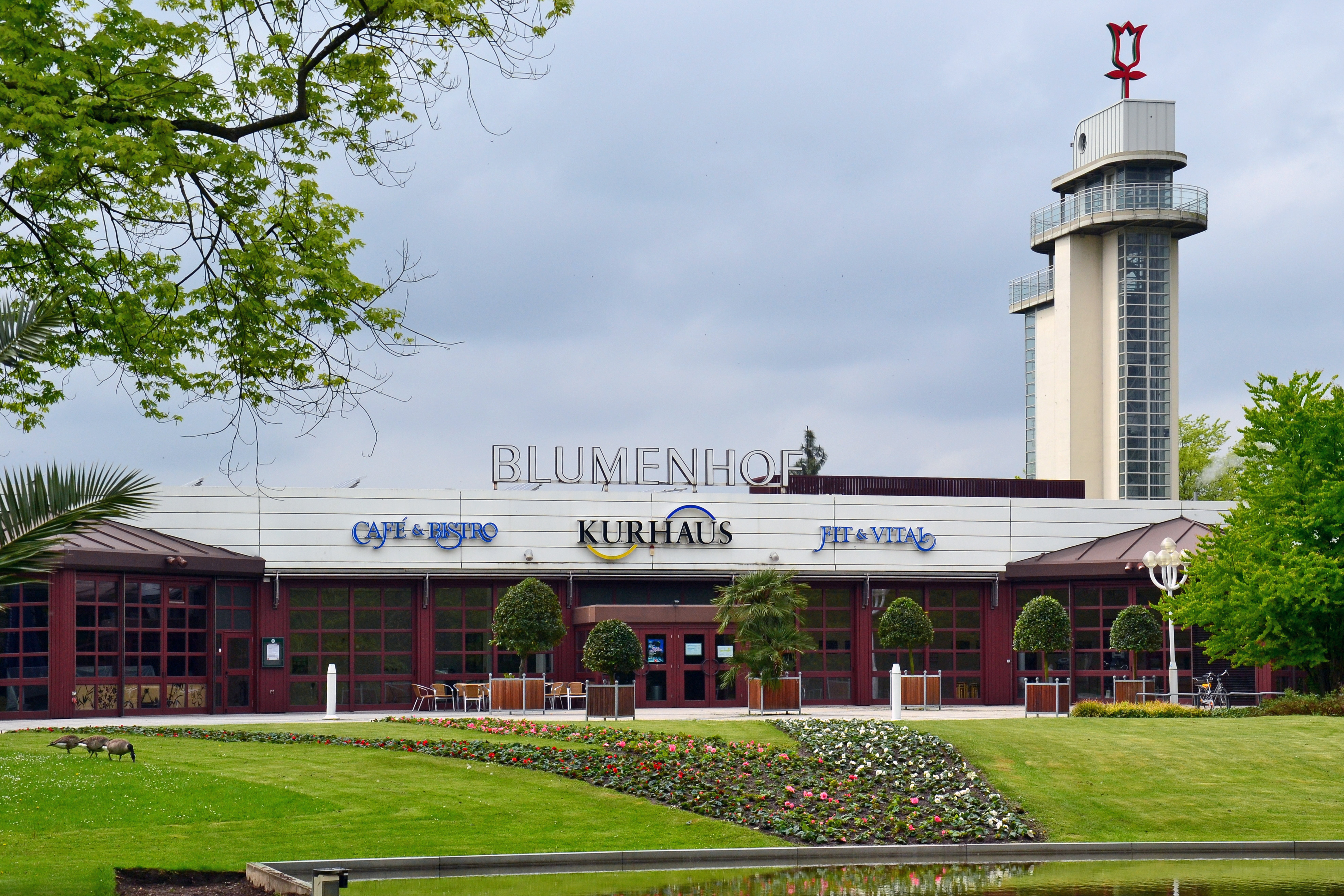
Blumenhof mit Grugaturm
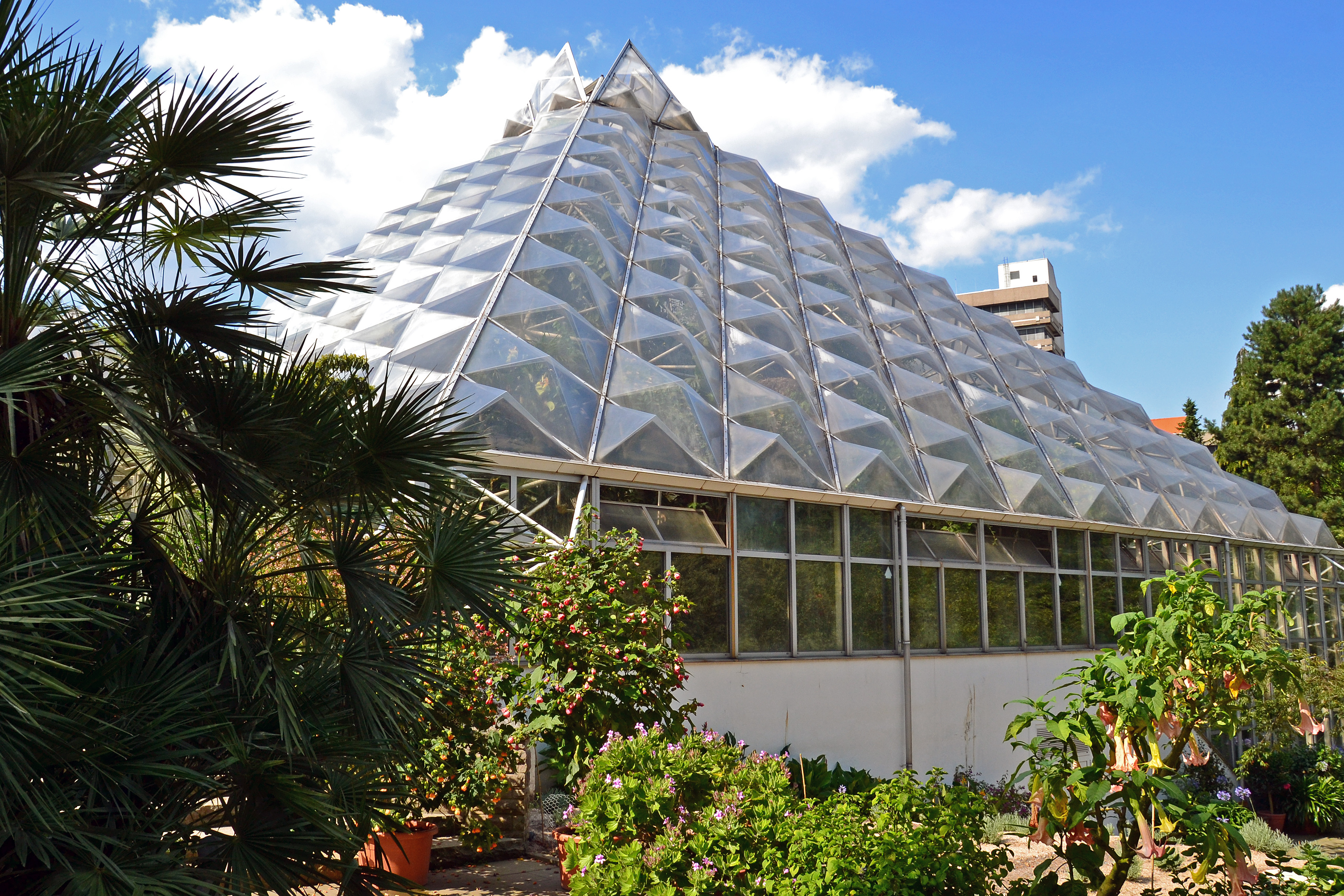
Pflanzenschauhäuser (2013)
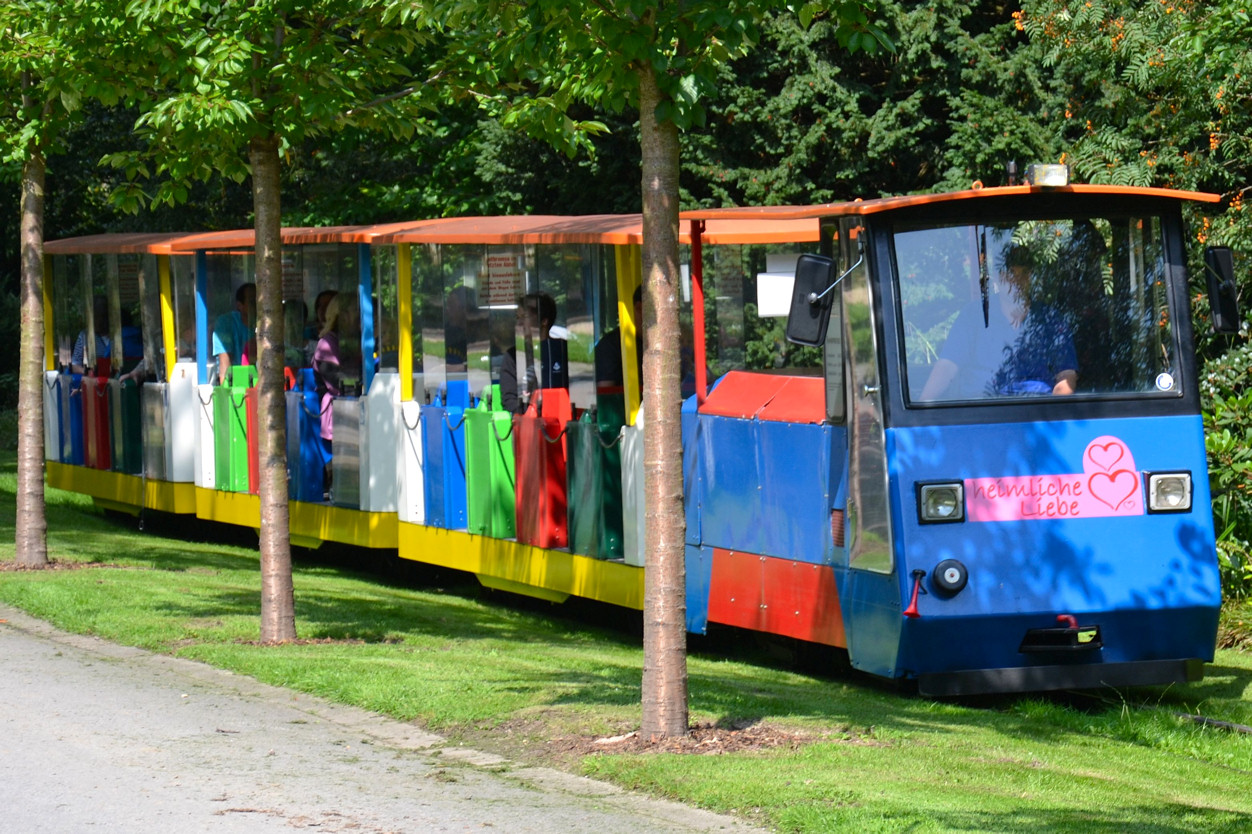
Grugabahn Heimliche Liebe
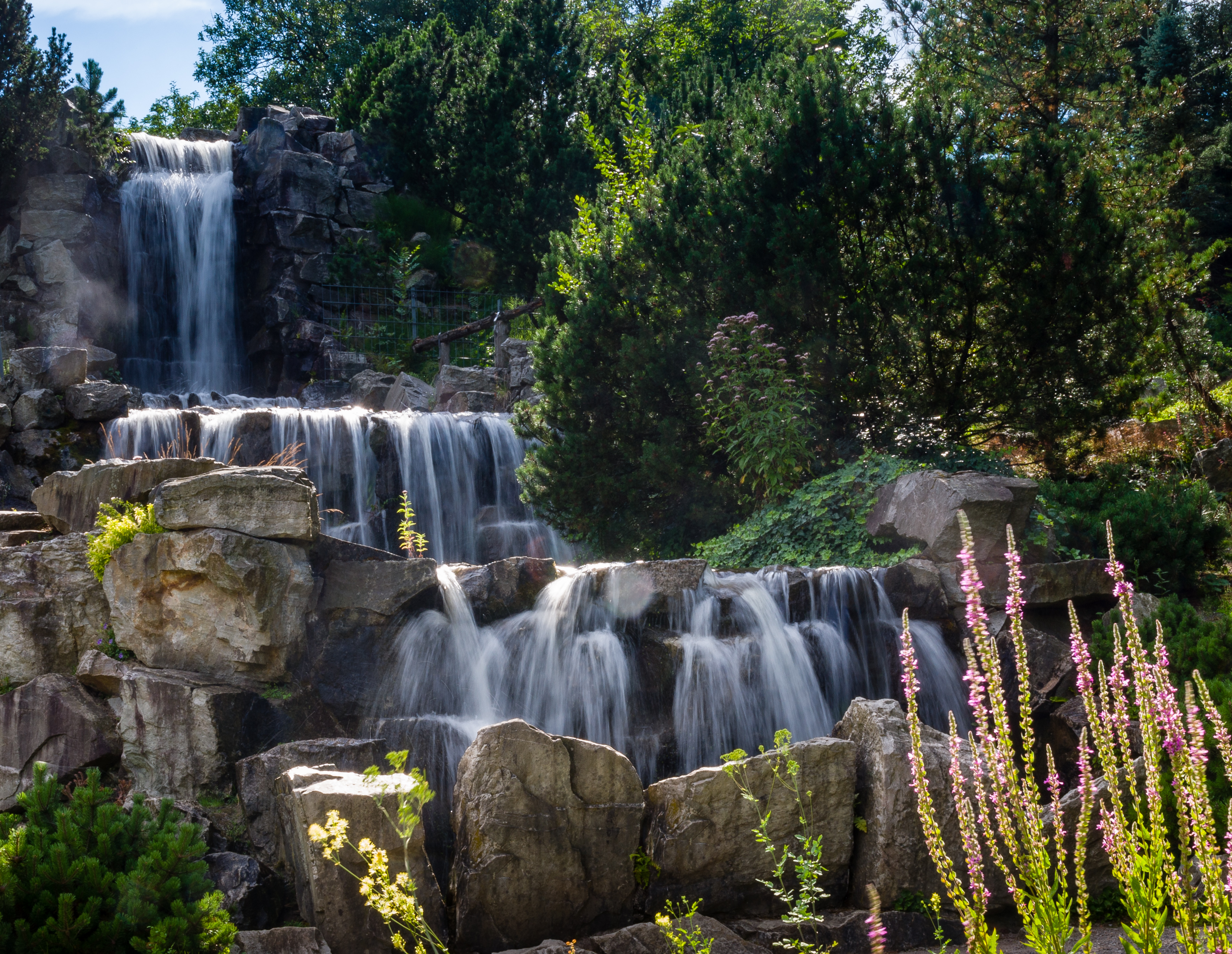
Wasserfall im Alpinum
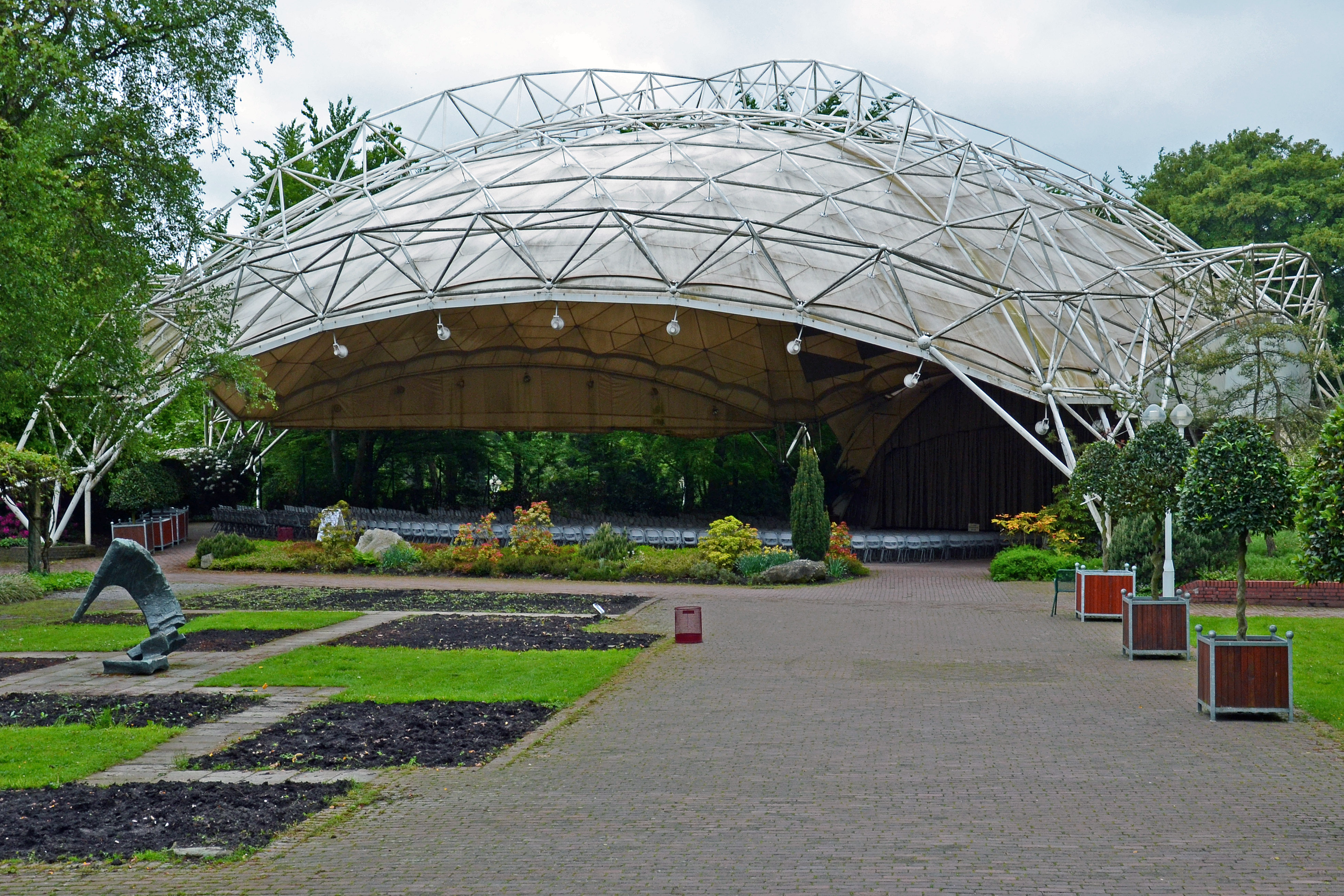
Musikpavillon und Musikgarten
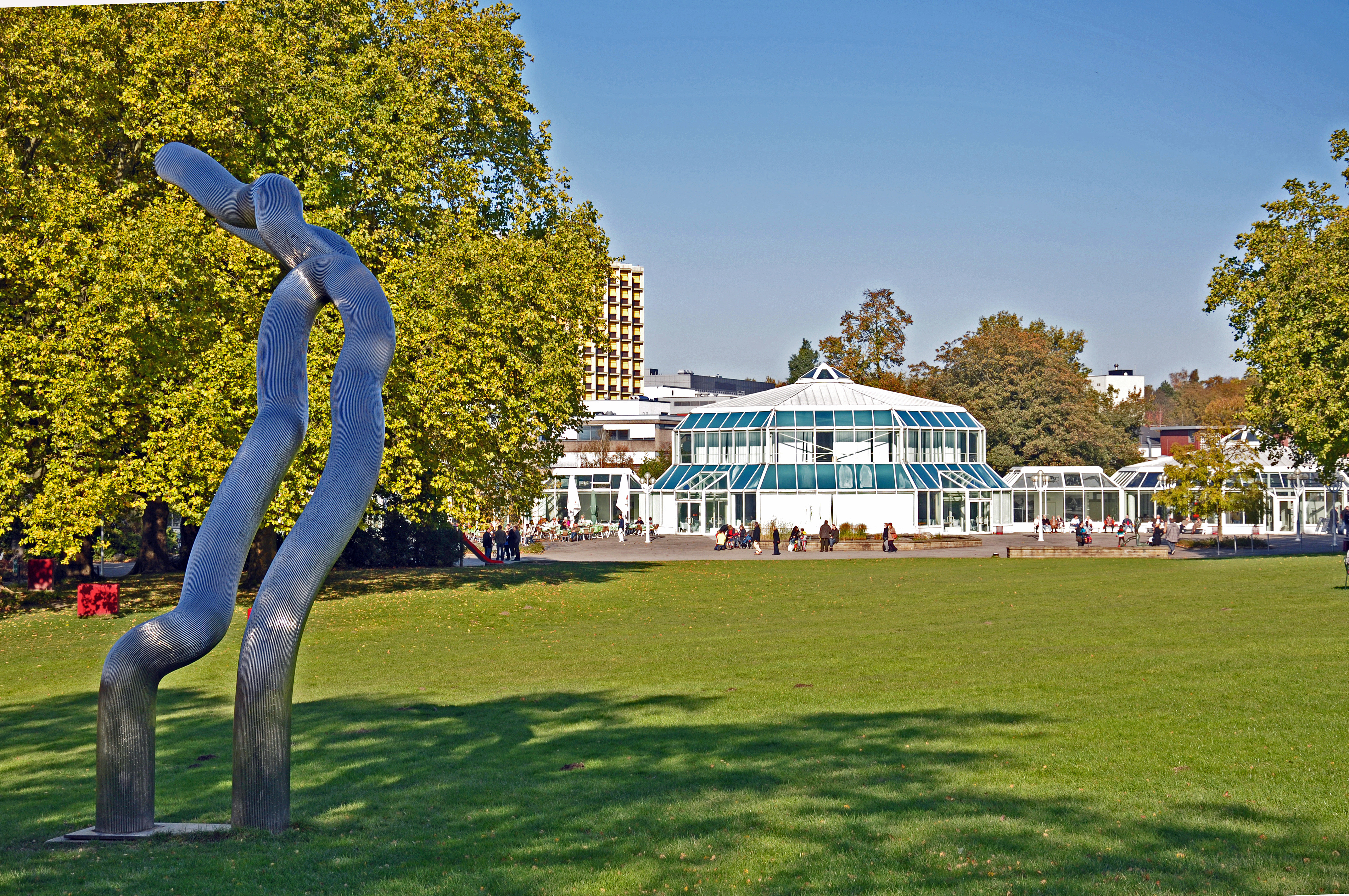
Kranichwiese mit Orangerie und Skulptur Orion
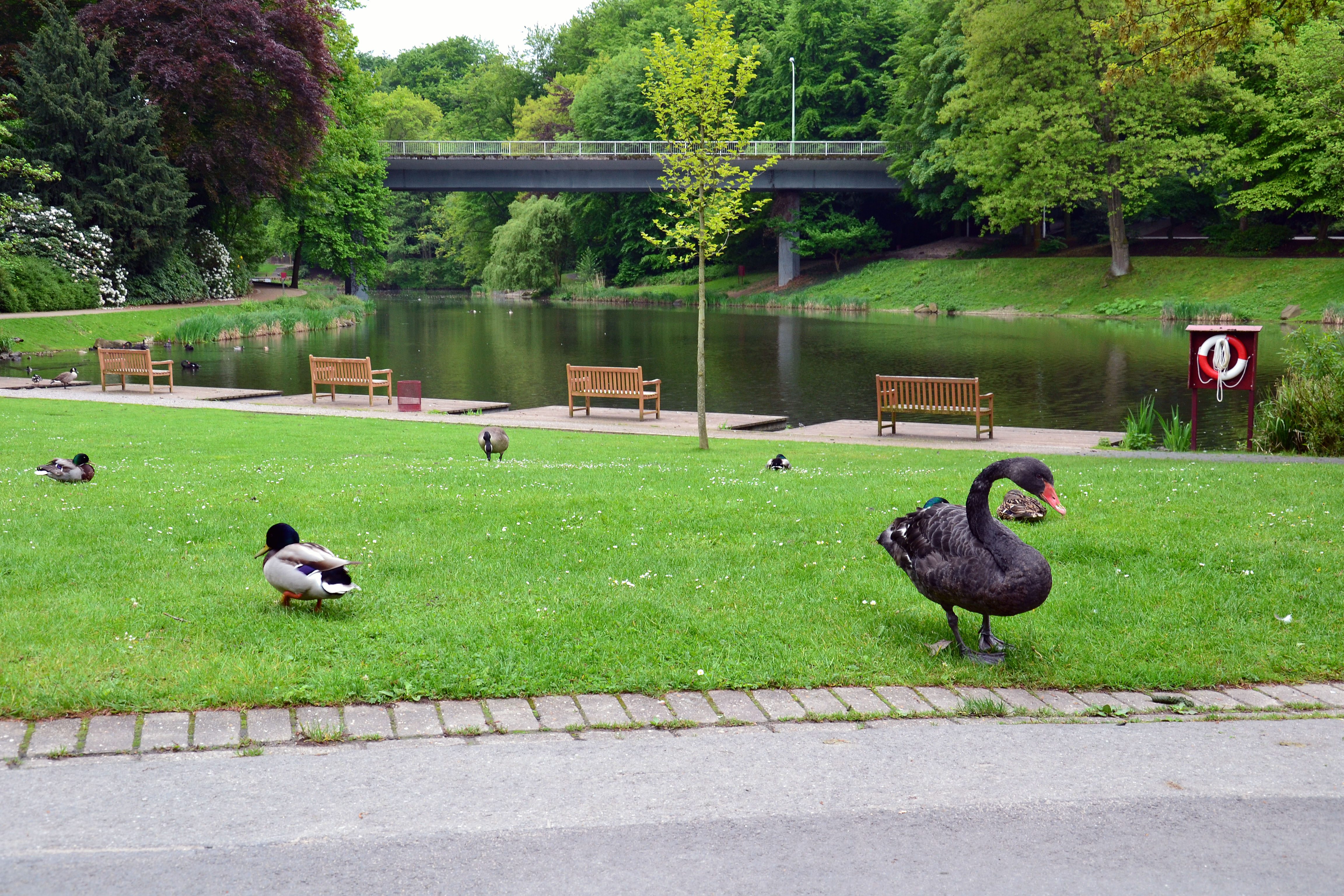
Margarethensee
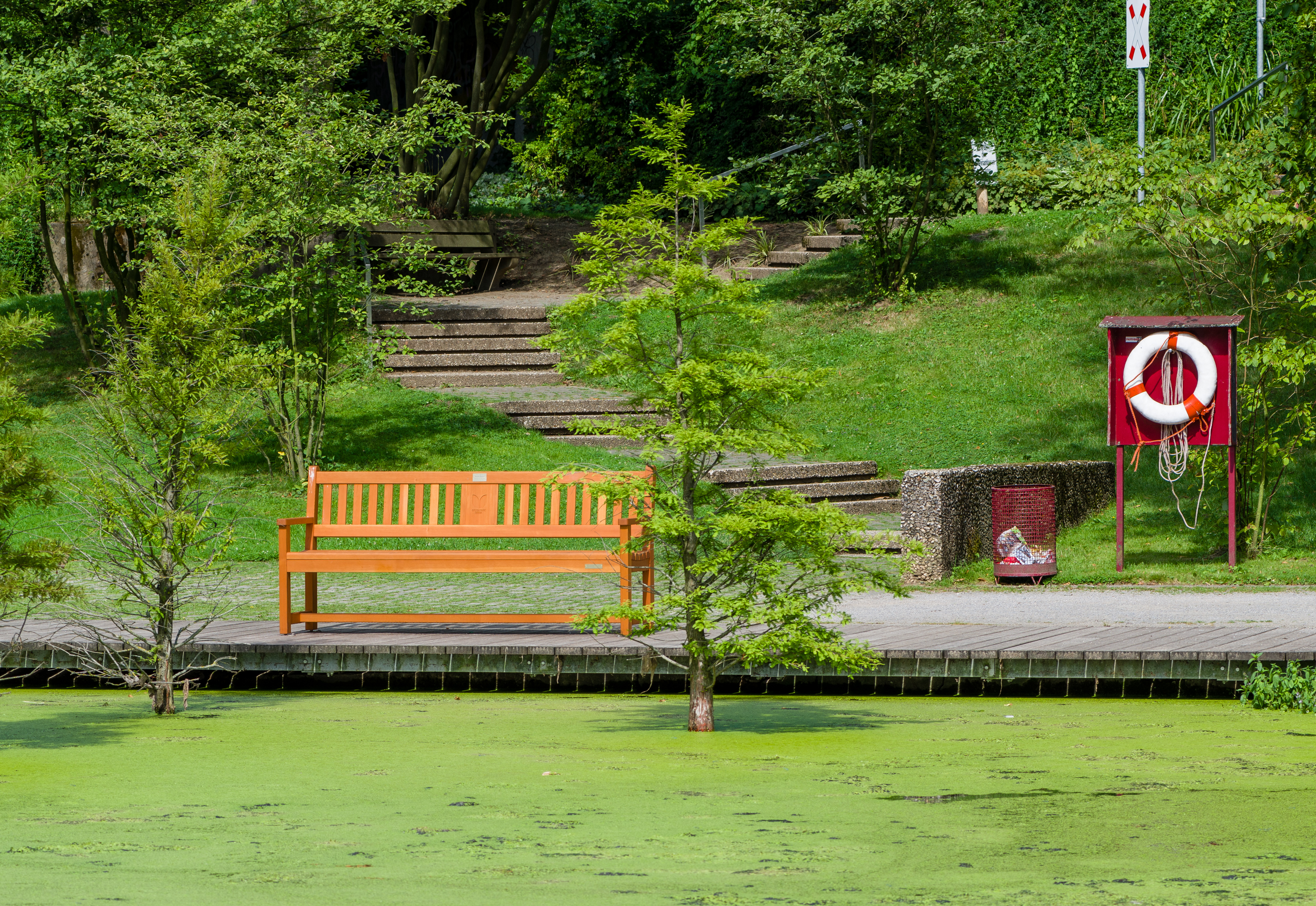
Waldsee
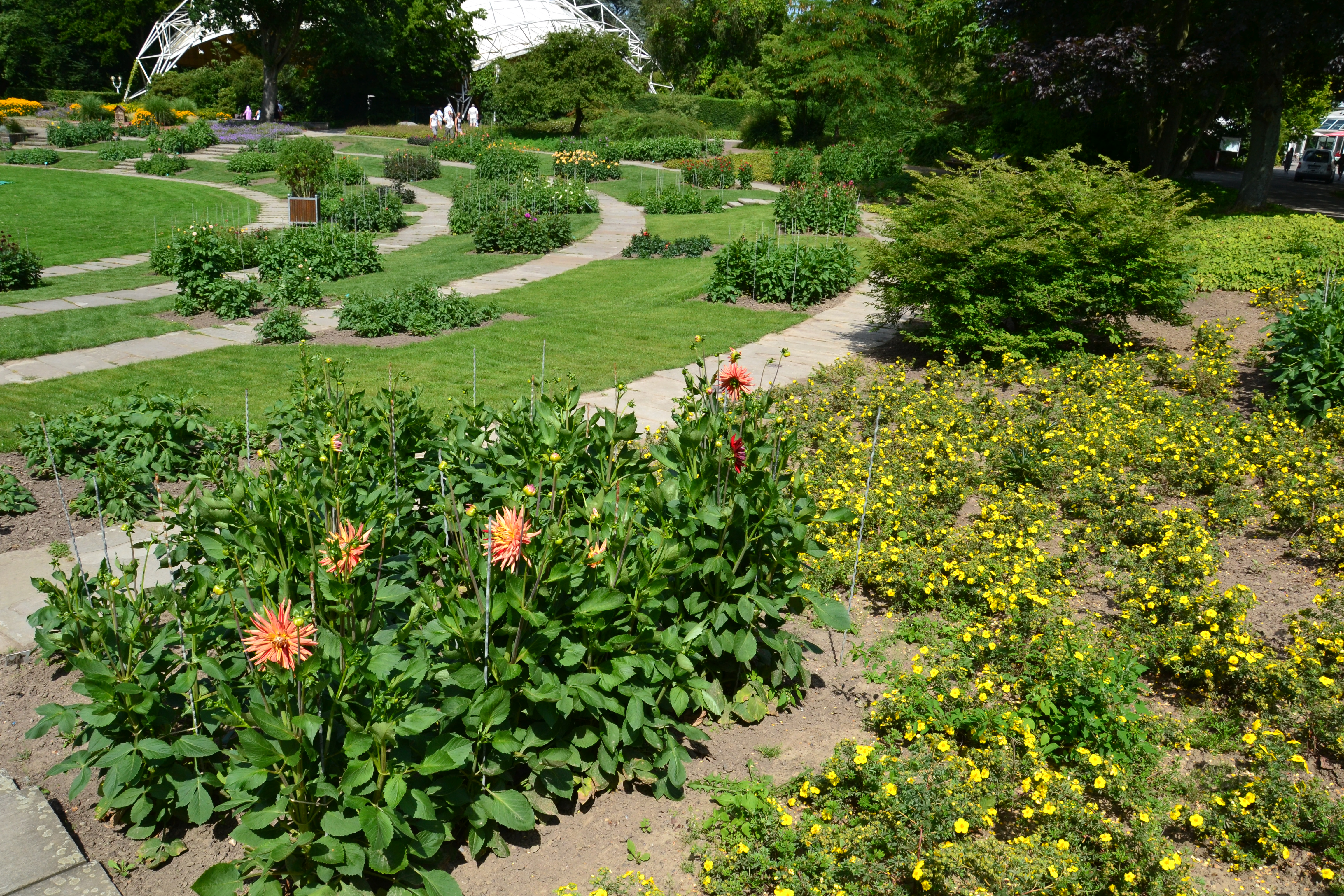
Dahlienarena
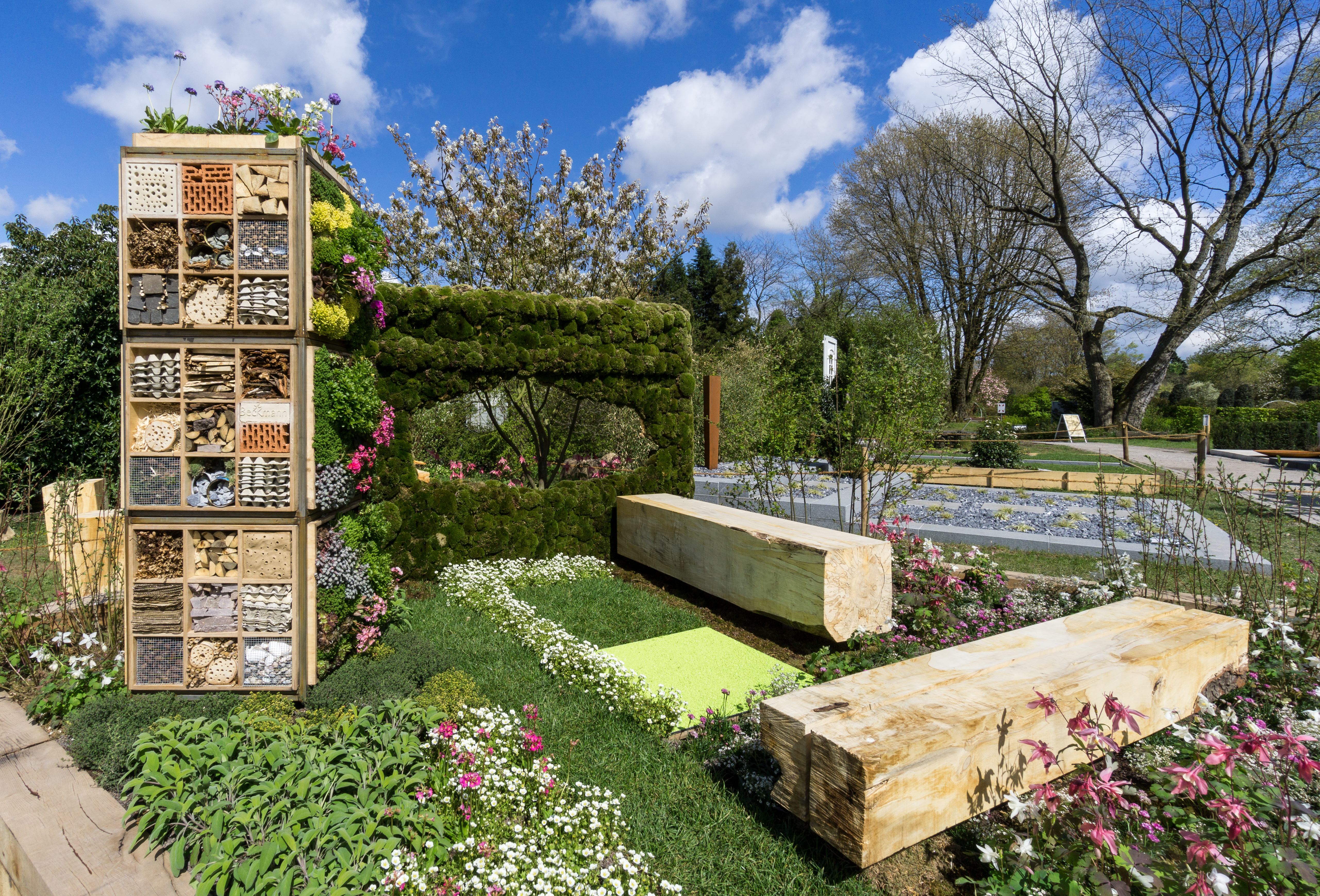
Mustergarten Bee Home Garden

- Alpinum mit Wasserfall
- Bauernhof für bedrohte Haustierrassen (im Oktober 2018 eröffnet)
- Haus der Bienen mit Bienenweidegarten (ersetzt seit 2013 den Bienen-Lehrstand aus den 1960er Jahren)
- Blumenhof (ehemaliges Tanzlokal), 2002 neu eröffnet als Kurhaus mit Fitness-Einrichtungen
- Botanischer Garten mit Mediterraneum und Tropenhäusern in Pyramidenform
- Dahlienarena
- Damwildgehege, 2002 umgebaut zum Kontaktgehege, seit 2011 von privater Hand unterhalten
- Eulenvolieren
- Farbenterrassen
- Feuchtbiotop
- Garten der Sinne
- Geologische Wand; nach der Gründung des Botanischen Gartens 1928 errichtet, hat sie den Krieg unbeschadet überstanden.
- Gradierwerk
- fünf Grillplätze
- Grugabahn
- Grugapark-Therme, 2006 eröffnet
- Grugaturm, 29 Meter hoch, 1929 als Radioturm errichtet, unter Denkmalschutz
- Grüne Brücke
- Haus des Waldes, Bildungseinrichtung der Kreisjägerschaft, 2005 eröffnet
- Hundertwasserhaus, 2005 eröffnet
- Irrgarten, im Mai 2010 eröffnet
- Kleintiergarten, 1995 eröffnet
- Kletter- und Schlinggehölze
- Kranichwiese (Festwiese), gegenüber der Orangerie
- Kräutergarten
- Lese-Pavillon an der Tummelwiese, um 1965 errichtet, 2015 saniert
- Margarethensee, im Sommer 2008 saniert und umgestaltet
- Mediterranium, bis 2005 Mittelmeergarten genannt
- Modell-Anlage mit Modell-Trucks des Maßstabs 1:16 – 1:14 (Modell Truck Freunde Essen e. V.)
- Musikpavillon mit etwa 1600 Sitzplätzen und vorgelagertem Musikgarten
- Mustergärten, 2006 eröffnet
- Niedrigseilparcours
- Orangerie, für Ausstellungen und Aufführungen 1987 erbaut (Aquarium und Terrarium auf dem heutigen Orangeriegelände wurden abgerissen)
- Ponyhof mit Reitmöglichkeit, 1998 eröffnet
- Rhododendrontal mit rund 500 Arten
- Rollschuhbahn, 1965 eröffnet
- Rosengarten, 1927 angelegt
- Schule Natur, 1995 gegründet
- Seerosenbecken
- Skulpturen im Grugapark
- Sonnenterrassen bei den Messehallen
- Spiel- und Partyhaus für Kinder, 1989 eröffnet
- Spielplatz am Irrgarten
- Spielplatz an der Tummelwiese, 1997 eröffnet, 2013 umgebaut
- Spielplatz Vogeldelle
- Sport und Spiel (Tennis, Beach-Volleyball, Streetball, Badminton, Schach etc.)
- Staudenhang, 1964 angelegt
- Stenshofturm (Romanisches Haus), Wohnturm aus dem 12. Jahrhundert, unter Denkmalschutz
- Tessiner Garten
- Tummelwiese
- Verkehrsspielplatz (Jugendverkehrsschule), 1993 eröffnet
- Vogelfreifluganlage, 1996 eröffnet
- Waldsee
- Wassergarten im Haupteingangsbereich, 2003 neu errichtet
- Westfälischer Bauerngarten, 1927 angelegt

## Planungen zum 100-jährigen Bestehen 2029
Am 25. Mai 2022 beschloss der Rat der Stadt Essen einstimmig das Parkentwicklungskonzept 2029 mit dem Titel „Grugapark – Begeistert für Grün“. In diesem Rahmen soll der Grugapark unter anderem zur Präsentationsplattform für Klimafragen und damit einheitlich nachhaltig gestaltet werden. Damit sind über 50 Projekte geplant; darunter die Umgestaltung bzw. Erneuerung der Gastronomieangebote und des Spielplatzes Vogeldelle, der an den Radweg Grugatrasse angrenzt, ein Klimagarten, ein fernöstlicher Garten sowie Blühwiesen zur Steigerung der Biodiversität. Zudem soll die Digitalisierung bezüglich WLAN, Online-Ticketing und Gruga-App vorangetrieben werden.
Zum Projekt des Parkentwicklungskonzeptes 2029 wurde Anfang Mai 2025 ein Corporate Design vorgestellt. Es basiert in weiten Teilen auf der von Beginn an genutzten stilisierten Tulpe von Jo Pieper unter Verwendung ihrer Farbe Rot, dem Blau der Stadt Essen und Weiß. Dazu enthält es geometrische Muster, die sich in der Architektur des Grugaparks wiederfinden. Dieses Corporate Design wird nun für Werbung und Beschilderungen eingesetzt.
Am 29. November 2022 beschloss der Rat der Stadt Essen den Abriss des Gebäudes der Orangerie aus dem Jahr 1987 mit stark maroder Grundsubstanz, für das eine Sanierung als nicht lohnenswert gilt. An gleicher Stelle soll zum 100-jährigen Bestehen des Grugaparks 2029 ein Neubau entstehen, für den zunächst rund 9,5 Millionen Euro veranschlagt wurden. Im Frühjahr 2024 lief ein Architekturwettbewerb für einen modernen, hochwertigen und nachhaltigen Bau. Aus zwölf Bewerbergemeinschaften wurde am 10. Juli 2024 der gemeinsam entwickelte Entwurf von Bez+Kock Architekten aus Stuttgart mit Koeber Landschaftsarchitektur (Stuttgart) und IFB Sorge (Nürnberg) als Wettbewerbssieger der Öffentlichkeit vorgestellt. Die Kosten für den Neubau wurden zum Zeitpunkt der Wettbewerbsausschreibung mit 15,1 Millionen Euro netto veranschlagt. Derzeit beherbergt die Orangerie einen Parkeingang, Gastronomie und die Miniaturwelt-Ausstellung OKtoRail (Betrieb bereits zum 31. Dezember 2024 eingestellt). Im künftigen Gebäude sollen ein so genanntes Willkommenscenter, eine modernere Parkgastronomie sowie Räumlichkeiten für das Umweltbildungszentrum „Schule Natur“ untergebracht werden. Der Beginn der Bauarbeiten ist für 2026 vorgesehen.
Am 27. August 2024 beschloss der Essener Ausschuss für Umwelt, Klima- und Verbraucherschutz den Neubau der Volleyball- und Badmintonfelder aus den 1960er Jahren einschließlich der angrenzenden Wege- und Aufenthaltsbereiche im südwestlichen Teil des Grugaparks in Höhe von 505.000 Euro. Die Fertigstellung ist für das Jahr 2025 geplant.

## Verkehrsanbindung
Der Haupteingang zum Grugapark am Messeplatz liegt nahe der B 224 und unweit der Anschlussstelle (27) Essen-Haarzopf der A 52. Er befindet sich damit zwischen der Messe Essen und der Grugahalle und bietet kostenpflichtige Parkmöglichkeiten. Die Nebeneingänge Orangerie (Virchowstraße), Mustergärten (Külshammerweg), Lührmannstraße, Grugabad sowie Hirschgehege (Norbertstraße) und Rollschuhbahn (Lührmannwald) – die beiden letzteren nur für Jahreskartenbesitzer – sind innerstädtisch erreichbar.
Im öffentlichen Personennahverkehr ist der Haupteingang des Grugaparks durch die Stadtbahnlinie U11, die Buslinie 142 und den Nachtexpress NE13 der Ruhrbahn sowie den Bürgerbus Haarzopf-Margarethenhöhe-Rüttenscheid zu erreichen.
| Linie | Verlauf | Takt (Mo–Fr)        |
| ----- | --- | ------------------- |
|       | GE-Horst, Buerer Straße – Schloss Horst – GE-Horst, Fischerstraße – E-Karnap, Alte Landstraße – Boyer Straße – E-Karnap, Arenbergstraße – E-Altenessen, Heßlerstraße – II. Schichtstraße – U Karlsplatz – U Altenessen Mitte – U Kaiser-Wilhelm-Park – U Altenessen Bf – U Bäuminghausstraße – U Bamlerstraße – U Universität Essen – U Berliner Platz – U Hirschlandplatz – U Essen Hbf – U Philharmonie – U Rüttenscheider Stern – U Martinstraße – U Messe Ost/Gruga – Essen, Messe West/Süd/Gruga | 10 min              |
| 142   | Annental, Betriebshof Ruhrallee – Rellinghausen – Stadtwaldplatz – Rüttenscheid Martinstraße – Alfredbrücke – Messe Essen/Gruga – Messe West/Süd/Gruga – Bredeney Friedhof – Schuir Abzweig Flughafen – Schwimmbad Kettwig – Kettwiger Markt – Kettwig | 20 min 10 min (HVZ) |
| NE13  | Essen Hbf – Philharmonie – Rüttenscheider Stern – Rüttenscheid Martinstraße – Alfredbrücke – Messe Essen/Gruga – Messe West/Süd/Gruga – Sommerburgstr. – Schuir – Schwimmbad Kettwig – Gewerbegebiet Kettwig – (Kettwiger Markt →) Kettwig | 60 min              |

Die Eingänge Mustergärten und Rollschuhbahn sind von der Haltestelle Margarethenhöhe durch die Stadtbahnlinie U17, die Buslinie 169 und den Nachtexpress NE9 fußläufig erreichbar.